# Дубове (Тячівський район)
Дубове́ (угор. Dombó, рум. Dâmbu) — селище на заході України, в Тячівському районі Закарпатської області. У 1995 році селище Дубове отримало статус гірського населеного пункту.

## Географія

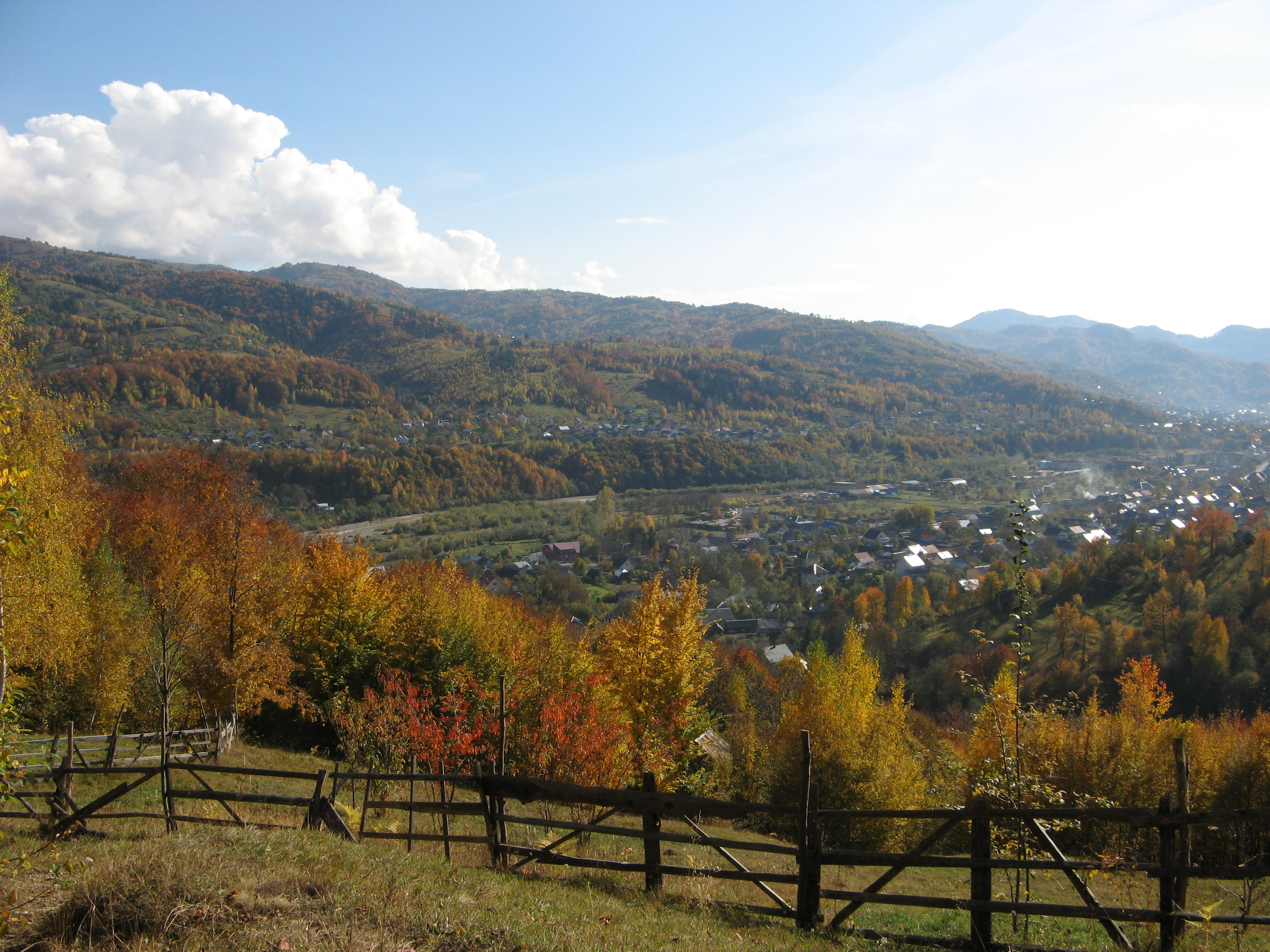
Вид на Дубове. Західна сторона

Селище розташоване за 37 км на північний схід від районного центру Тячів. Через Дубове проходить шосейна дорога Тячів — Усть-Чорна. Дубове розкинулося на обох берегах річки Тересви, що протікає в ущелині, перетинаючи з півночі на південь Полонинський хребет. З Дубового починається туристичний маршрут на гору Апецьку (1511 м). Клімат у селищі помірний.
Типова архітектура приватних будинків Дубового в минулому — це маленькі хати з дерев'яними дахами, стіни покриті драницями (дранками), а також з пітварем (відкритим ґанком).
До 1999 року через селище проходила вузькоколійна залізниця Тересва — Усть-Чорна, якою курсували товарні та пасажирські потяги.
На північно-східній околиці села річка Пасічний впадає у Тересву. Також на території селища у Тересву впадають річки Вітерна, Вишній Дзвур, Нижній Дзвур.

## Населення

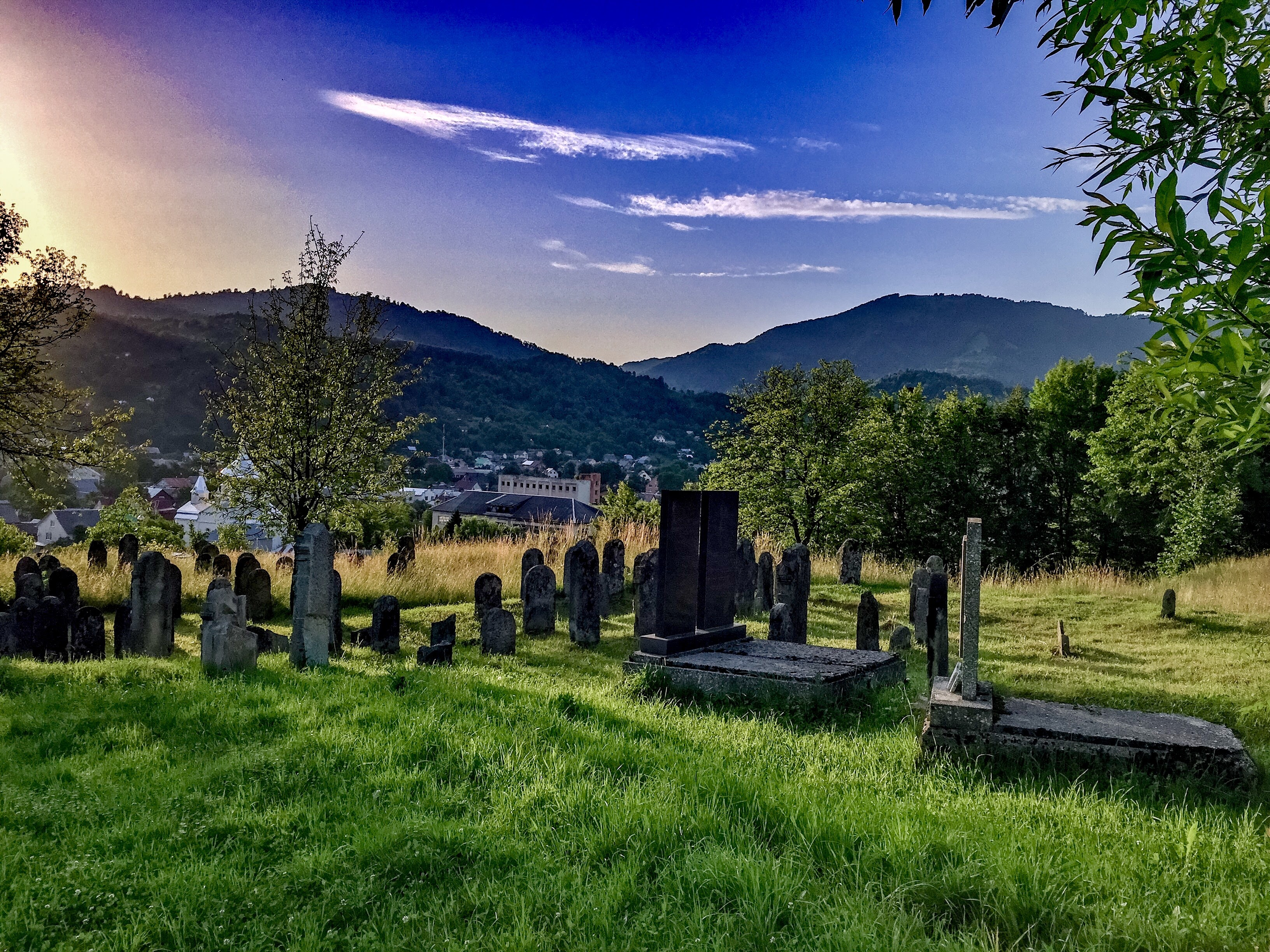
Старий єврейський цвинтар

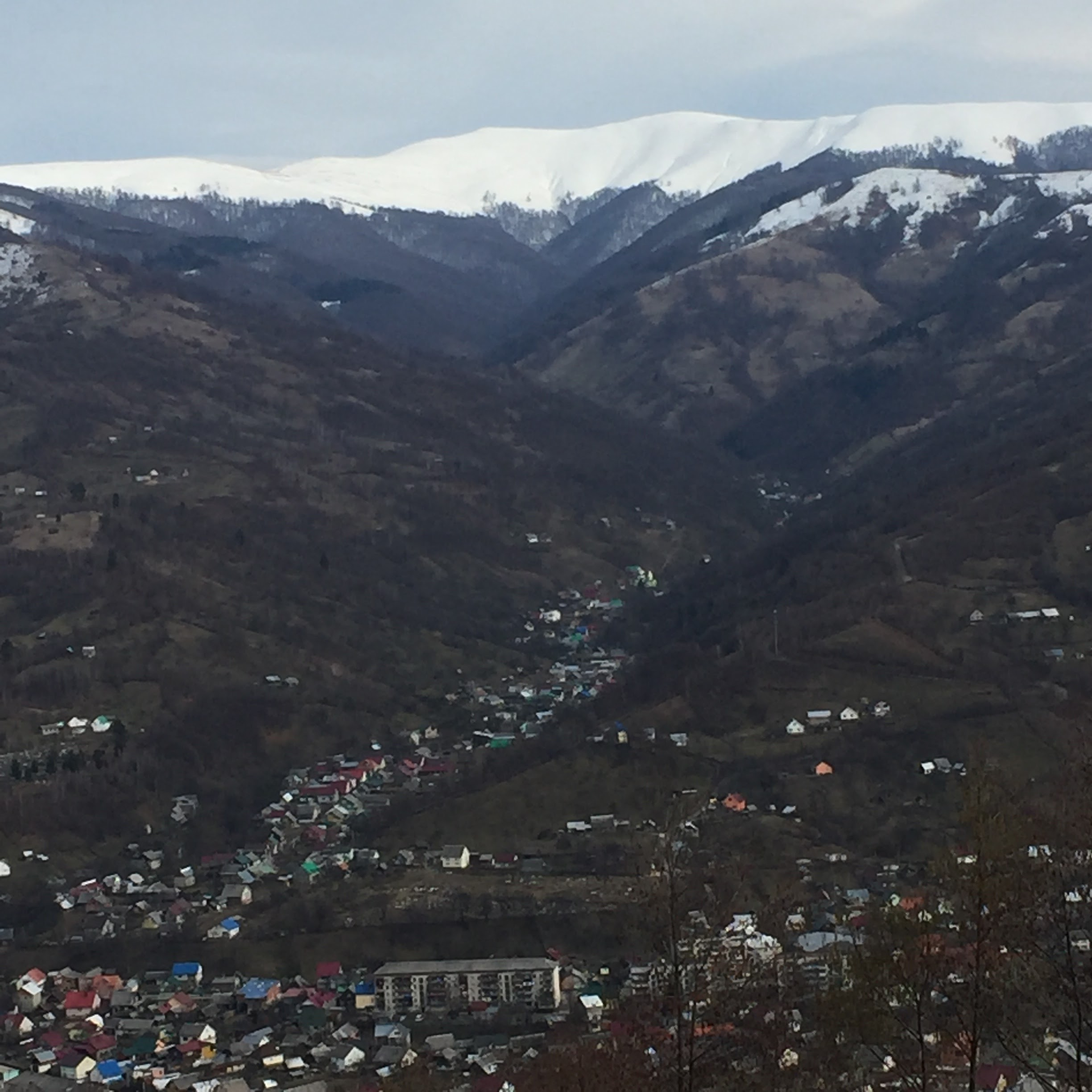
Вид на полонину Апецьку і Верхній Дубовець

Дубівській селищній раді підпорядковані населені пункти — село Нижній Дубовець і село Вишній Дубовець. Населення Дубового станом на 2012 рік становило 11 369 чоловік. За кількістю населення Дубове —найбільший населений пункт Тересвянської долини.
В історичній ретроспективі про населення Дубового відомо наступне: у 1848-1850 рр. в селі було 1586 жителів, з них греко-католиків ( а отже русинів-українців) —1410, римо-католиків (угорців і німців) —148, юдеїв (жидів-євреїв) — 28. У 1880 році із 2272 жителів села греко-католиками були 1862, римо-католиками — 63, юдеями — 347. У 1891 населення Дубового становило 2630 осіб. У 1910 в селі проживало 3984 осіб, з них греко-католиків — 3099, римо-католиків — 156, юдеїв — 722, православних — 2, реформаторів — 4, осіб євангельського віросповідання — 1 особа. У 1921 р. серед 4035 жителів села греко-католиків було 2498, православних — 605, римо-католиків — 190, юдеїв — 737, реформаторів — 5. У 1930 р. в Дубовому проживало 4416 жителів, з них греко-католиків — 1855, православних — 1615, римо-католиків — 226, юдеїв — 708, реформаторів — 9.

### Мова
Розподіл населення за рідною мовою за даними перепису 2001 року:
| Мова            | Кількість | Відсоток |
| --------------- | --------- | -------- |
| українська      | 9084      | 98.09%   |
| російська       | 139       | 1.50%    |
| циганська       | 9         | 0.10%    |
| німецька        | 7         | 0.08%    |
| румунська       | 7         | 0.08%    |
| угорська        | 6         | 0.06%    |
| білоруська      | 5         | 0.05%    |
| грецька         | 1         | 0.01%    |
| інші/не вказали | 3         | 0.03%    |
| Усього          | 9261      | 100%     |

## Назва села
За неперевіреною інформацією, перша письмова згадка про село з'являється у 1336 році. Володимир Мороз у книжці «У серці Мараморошу: історія греко-католицької спільноти Дубового й околиць» вказує, що «перша чітка писемна згадка про існування Дубового» з'являється 26 січня 1591 року. За легендою, назва селища походить від старезних дубів, що росли в центрі селища. Напевно, і саме село оточував дубовий ліс. Одна з легенд гласить: у центрі долини була поляна, на якій росли два величезні дуби, такі, що їх ледве могли обійняти 12 людей. Перші поселенці облаштували під одним дубом собі колибу, другий спиляли, а пень їм служив за стіл. Від того й поселення почало зватись Дубове.
Директор школи в Дубовому Андрій Федорків у 1927 році опублікував допис про перших жителів Дубового і стверджував, що назву поселення почали вживати урядники, котрі "виходили лагодити спор мѣж Русинами и Рацами, записували собѣ мѣсто спору од Дуба, од Дубового".

## Історія
В околицях Дубового знайдено римські монети.
Найдавнішими жителями Дубового були українці — селяни-втікачі з низинних районів Закарпаття і Галичини, а також сіл, що лежали північніше річки Тиса.
Перші мешканці Дубового займалися землеробством, яке зветься вирубним та підсічно-вогневим. Очищену від дерев землю називали «чертіж». Люди розселялися хаотично, кожна родина мала свій «куток», про що свідчать назви окремих районів селища (наприклад, Бережниківський берег). Починаючи із середини XVII століття такі кутки сполучили вулицями і утворилося село.
У другій половині XVII століття Дубове перейшло у володіння Хустського замку, а з кінця XVII — початку XVIII століття належало феодалу Довгаю. За свою пів тисячолітню історію Дубове входило до складу кількох державних утворень — Королівської Угорщини, Австро-Угорщини, Чехословаччини, Карпатської України, УРСР, знаходилося під тимчасовою окупацією боярської Румунії в 1919 році та хортіївської Угорщини в 1939—1944 роках.
За часів панування влади Чехословаччини побудовано корпуси шкіл в урочищі «Вітерна» та селі Нижній Дубовець, прокладено бетонний міст через річку, побудовано лікувальні заклади, народний будинок та залізничну станцію.
Від 1841 року в Дубовому існувало виробництво залізних виробів. Люди виготовляли деталі до плугів, возів, заготовки для лопат, металеві огорожі, які були популярними і поза межами регіону. За даними 1864 року найчисельніші землевласники Дубового були русини-українці. В селі функціонувала католицька церква та руська школа. Основні заняття селян — лісозаготівля, землеробство, скотарство, ремісництво. В XIX столітті Дубове стає найбільшим селом Тересвянської долини, а також посилилася експлуатація селян. В ХХ столітті зросли присілки Нижній Дубовець та Вишній (тобто Верхній) Дубовець.
На початку ХХ століття селяни почали виступати проти експлуатації і ці виступи набирали різних форм боротьби. Визвольний рух особливо посилився після Першої світової війни. 22-23 березня 1919 року в Дубовому встановили Радянську владу, але вже у квітні 1919 року селище окупували румунські війська, які її повалили. На зміну румунській прийшла чеська влада (1920 рік), яка діяла по 1939 рік. У 1925 році населення взяло участь у виборах до Чехословацького парламенту та сенату. У 1932 році комуністи започаткували в Дубовому організацію КПЧ. У 1932—1938 роках розпочалися страйкова боротьба селян та масові громадські протести.

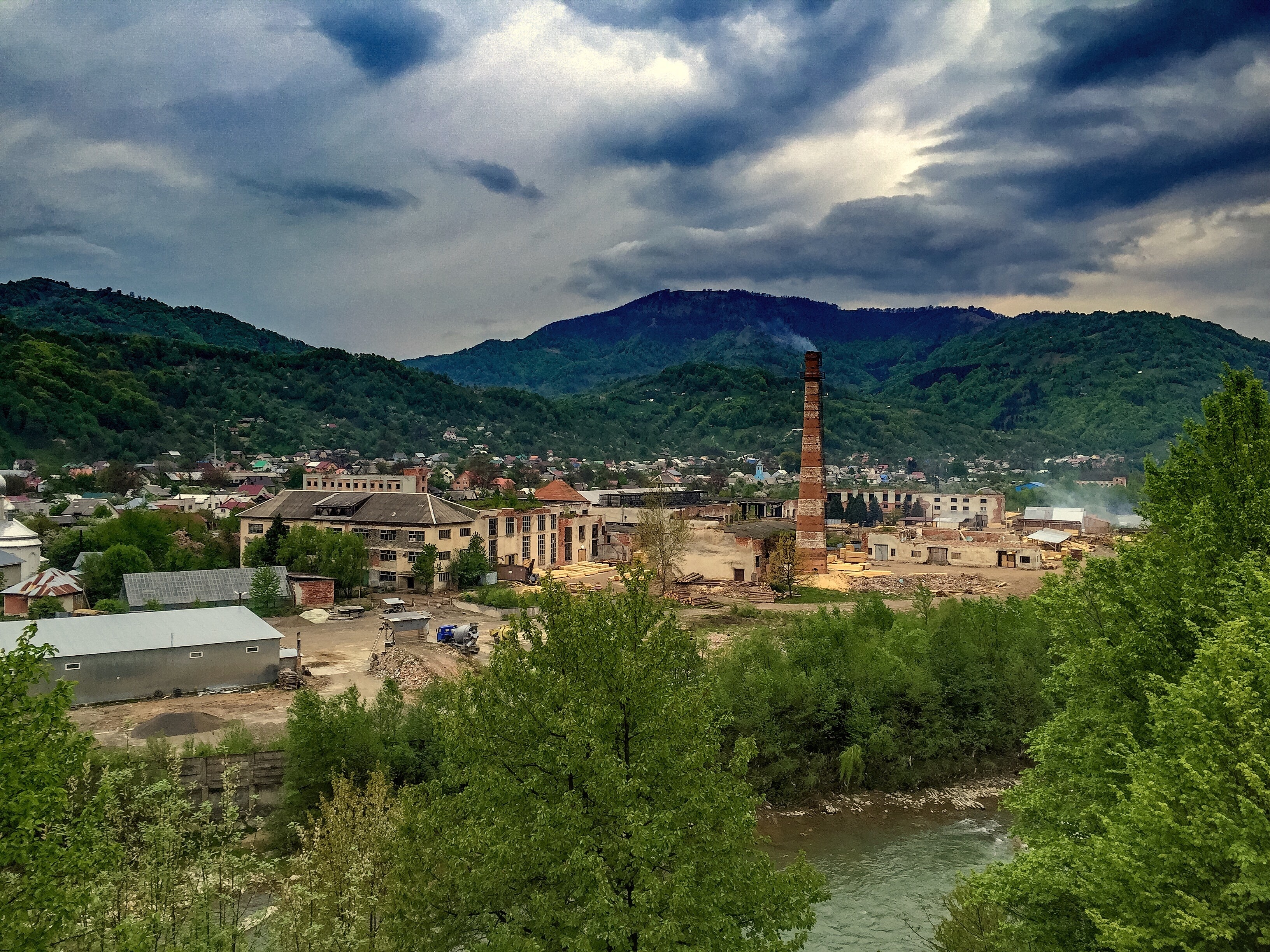
Закарпатський вертолітний завод

У 1937 році в Дубовому розпочалося спорудження мостів через річку Тересва і потік Вишній Дубовець. У 1939 році Дубове зазнало угорсько-фашистської окупації, селу завдали матеріальної шкоди, а також у примусовому порядку забрали до угорської армії близько 210 дубівчан.
23 жовтня 1944 року Дубове визволили від угорської окупації. У 1959 році відбулося приєднання Краснянської сільської ради. В 1971 році Дубове отримало статус селища. На початку 1970-х років засновано Закарпатський машинобудівний завод, який через деякий час реорганізувався у вертолітне виробниче об'єднання. На промисловому підприємстві працювало близько 5-ти тисяч дубівчан та жителів навколишніх сіл.  В 70-х та 80-х роках побудовано поліклініку, середню та неповну середню школи, поштове відділення, машинобудівний технікум, стадіон.

## Присілки

### Забереж
Забереж — колишнє село в Україні, в Закарпатській області. Об'єднане з селом Дубове рішенням облвиконкому Закарпатської області №155 від 15.04.1967.
Перша згадка у ХІХ столітті як Забереж (Плай).
Жителі села з гордістю говорять про свого земляка, відомого українського письменника Івана Чендея, що народився в с. Забереж, в сім’ї, яка мала 9 дітей. Присілок Забереж, де стоїть батьківська хата письменника, постійно фігурує в його новелах та повістях.
Забереж як назва села, в якому локалізуються події, безпосередньо згадується у тексті таких творів письменника: новели «Весільний кулон», «Рукавички», «Провесна», «Тарко», «Син», «Преображенна Маріка», «Пілюлі з-за кордону», повісті «Терен цвіте», «Іван», роман «Скрип колиски» та ін. Дуже часто письменник не називає села, однак згадує ті його частини, гори, ґруні тощо, які пов’язуються не тільки з сучасною Забережжю як складником Дубового (Ясенова, Яворина, Затінь у «Ружані»; Ясенова у новелі «Чайки летять на схід» та ін.), але перебувають і за межами Забережі, хоча є частинами теперішнього і колишнього Дубового: Жолоб, Копаня у «Тестаменті»; Заділля у новелі «Ватри не згасають»; Лобище у «Ярині»; Красношори у «Плузі», які належать більше до села Красної, ніж до Дубового; Колиска і полонина Красна (теж ближча до села з відповідною назвою, ніж до Дубового) у «Криниці діда Василя»; Жолобок у «Цимбалані»; гори Ясенова і Делуц, Бобанів беріжок у «Казці білого інею»; Зелена Колиска, вершини Ясенова, Кобила, Красний грунь, Апецька, Кінець, Щовб, Великий Плай, полонина Тимпа у «Криничній воді (Сестрах)»; Ясенова, Делуц, Сповнар, Беріг, Полонинка в «Луні блакитного овиду» тощо. Як бачимо, такий принцип використання місцевих топосів був притаманний як для ранньої творчості письменника, так і для творів 60-70-х років та для останнього періоду творчості письменника.

### Заріка
Заріка — колишнє село в Україні, в Закарпатській області. Об'єднане з селом Дубове.
Згадки в історичних джерелах — 1898: Tulviz (Zárikó), 1904 — Dombótúlvíz, Túlvíz, Zarikó, 1907 — Dombótúlvíz, 1913 — Dombótúlvíz.
У присілку був розташований Скит св. Дмитра Солунського. На даний момент у присілку є Храм св. Дмитра Солунського.

## Охорона здоров'я
В Дубовому ще за часів Австро-Угорщини функціонувала аптека, яка обслуговувала не лише Дубове, а всі інші довколишні села. Під час окупації міста Берегова фашистськими військами в Дубовому відкрили філіал лікарні Берегова на 30 ліжок. Цей філіал закрили у 1944 році розпорядженням Тячівського окружного народного комітету. У 1986 році відкрито поліклініку на 475 ліжко-місць. У 2001 році дільничну лікарню реорганізовано в районну лікарню № 2.

## Освіта
У 1908 році в Дубовому діяла церковно-приходська школа, де навчання велося на угорській мові. До Першої світової війни існували державна і церковна школи. За влади Чехословаччини в селищі працювало три школи. Дві — чеські і лише одна українська. В період з 1939 року по 1944 роки працювала народна школа. У 1945 році в Дубовому діяла неповна середня школа та інтернат. У 1977 році відкрито нову Дубівську восьмирічну школу № 1 (реорганізована в Дубівську ЗОШ І-ІІІ ступенів № 1). Також у 1977 році започатковано музичну школу, реорганізовану в школу мистецтв у 2006 році.
У 1978 році в Дубовому за участі Міністерства авіаційної промисловості заснований Закарпатський машинобудівний технікум. Це єдиний в Україні навчальний заклад, який навчав людей для авіаційної промисловості СРСР.  

## Релігійні споруди

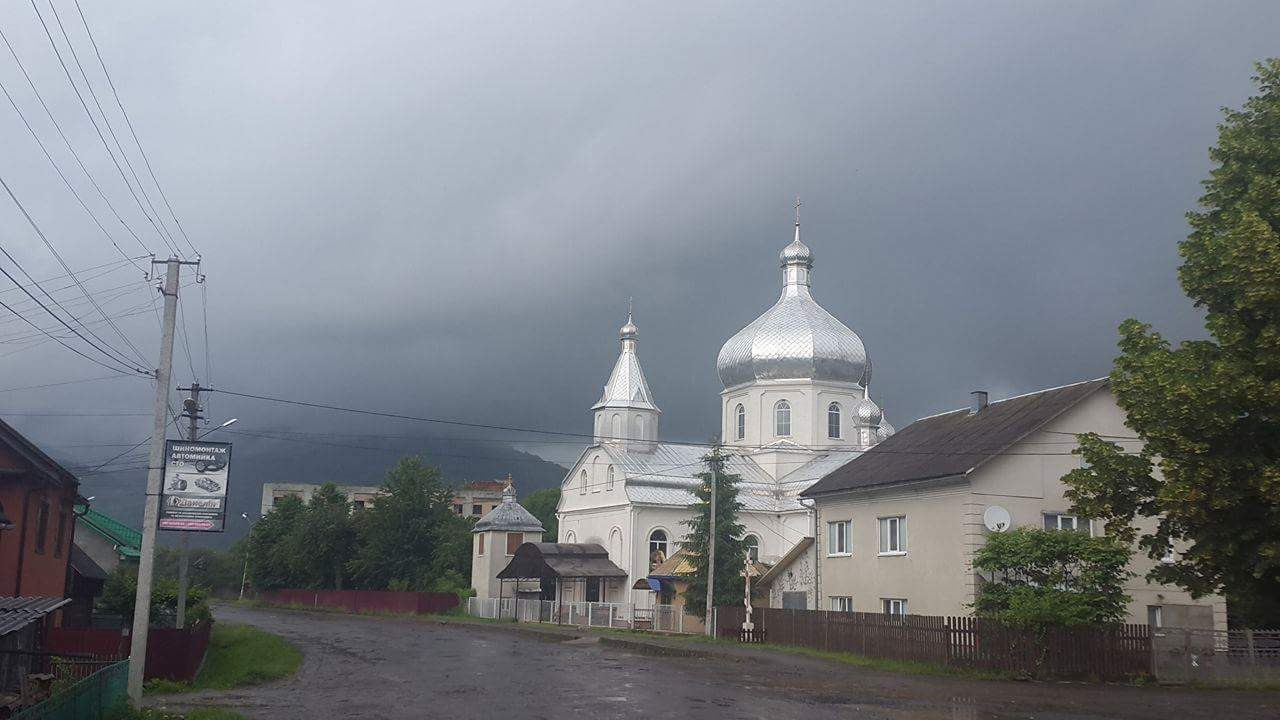
Православний храм у Дубовому

В Дубовому можна знайти п'ять діючих православних храмів, дві греко-католицькі церкви, два монастирі (православний та греко-католицький), кілька протестантських громад із своїми храмами та молитовними будинками.

### Церква св. Трійці (1927 рік)
Збудована на кошти вірників за священика Івана Бабича, кураторів Миколи Піцура та Петра Бережника. Дерев’яна церква є своєрідним поєднанням хрестового храму і барокової вежі-дзвіниці над входом. Землю купили в місцевих євреїв, а вів будівництво вже згаданий М. Піцур, він же вирізьбив іконостас.
Церкву зняли з реєстрації 5 вересня 1961 р. і планували до 1981 р. перетворити на історико-краєзнавчий музей, але цього зробити владі не вдалося. Поступово церкву поштукатурили зовні і всередині.
У 1995 р. прибудовано закристію і додаткове приміщення із західного боку. Оновлення ікон і стінопису робив Василь Хланта. До робіт з іконостасом був причетний А. Горнодь.
Увесь цей час священиком служить о. Юрій Сабадош, а куратором — Іван Бережник. Дзвін на вежі відлив Р. Герольд у Хомутові.

### Церква св. Петра і Павла (1930 рік)
У 1751 р. в селі була дерев’яна церква св. арх. Михайла з вежею та двома дзвонами, всіма образами, крім вівтарного, прикрашена.
У 1801 р. згадують дерев’яну церкву, що розпадається. Тоді ж з бюджету намісництва виділено кошти на муровану церкву, збудовану в 1815 р.
У 1930 р. завершили розпочате за допомогою угорської держави ще перед Першою світовою війною спорудження нової великої мурованої церкви, а стару продали місцевим німцям римо-католикам (у 1929 р. в селі проживали 94 німці, 100 угорців та 3335 українців). Після 1945 року стару церкву перетворили на бібліотеку, а у 1987 р. розібрали.
Нову церкву збудовано заслугою о. Т. Коссея та його сина Теодора. Допомогу надав також уряд Чехословаччини. Ще 21 вересня 1913 р. лісний інженер Арпад Лукс як представник королівського лісництва в Буштині підписав договір з будапештським будівельником Ґабором Лунґом про спорудження церкви до 30 вересня 1914 р. за 78 458 австрійських корон. Частину матеріалів забезпечувало лісництво, а Ґ. Лунґ мав купити решту, а також внести до каси заставу в розмірі 5 відсотків кошторисної вартості робіт.
Очевидно, будівництво тривало впродовж року, бо зберігся кошторис робіт від 29 вересня 1914 р. з іменем ще одного будівельника Роберта Райзенбюхлера. Подальшу роботу, мабуть, перервала війна.
У кінці 1920-х років закінченням храму займався ужгородський інженер Емиліян Еґреші. Очевидно, оздоблювання храму тривало аж до 1936 p., a 1 червня того року відбулося посвячення. Монументальна споруда поєднує центричну хрестово-купольну конструкцію з вежею західного типу. Храм містить чудовий різьблений іконостас і кивот.
2011 року, на запрошення громади розпочалися роботи з розпису храму. Іконописець - Василь Романів (м. Хуст), проект та орнаментальне оздоблення - Цуп Андрій (м. Тернопіль), орнаментальне оздоблення Фізер Андрій (м. Долина). Завершився розпис 2014 року.
У селищі є ще три православні церкви, але греко-католицькій громаді не вдалося домогтися бодай почергового богослужіння.
Спочатку громада молилася просто неба, згодом отримала у платне користування спортзал технікуму. Довелося подумати над спорудженням свого храму, п’ятого в селищі, основний камінь якого було освячено 7 липня 1999 р. Церква Усікновення Івана Хрестителя та Монастир блаженного свщмч. Теодора Ромжі. Парафія св. Івана Хрестителя.
2008 року, у новозбудованому храмі, за фундації о. Петра  Креніцького, і запрошення громади розпочалися роботи з розпису. Іконописець - Василь Романів (м. Хуст), проект та орнаментальне оздоблення - Цуп Андрій (м. Тернопіль). Завершився розпис 2009 року.    

### Скит і церква св. Дмитра Солунського (1949)
Скит засновано в урочищі Нижня Заріка, за два кілометри на південь від Дубового. У 1900 р. Юрій Рибар з дружиною Ганною Чендей спорудили на своїй землі капличку, що мала три кам’яні стіни і дерев’яні ворітця. Перше православне богослужіння провів архімандрит Олексій Кабалюк у 1921 p., а потім служили о. Андрій Рацин та архімандрит Матвій. Донька Рибарів Марія згодом стала ігуменею Чумалівського монастиря, а син Іван після перебування у російському полоні та відвідання Афона в Греції вступив у Тереблянський монастир, де став ієромонахом Іларіоном. У 1939 р., повернувшись до брата в рідне Дубове, о. Іларіон служив у збудованій його батьками каплиці, а згодом на її місці розпочав спорудження церкви, яке успішно завершив у 1949 р. На будівництво храму приходили богомільні юнаки, майбутні ієромонахи. Вів будівництво Василь Рибар. У 1943 р. збудували корпус на кілька келій, а в 1949 – двоповерховий корпус. Так виник у Дубовому чоловічий скит св. Дмитра Солунського.
З приходом радянської влади монастир закрили, а кам’яну церкву під шинґловим дахом розібрали на початку 1960-х років.
У 1992 р. Іван Поковба організував спорудження нової мурованої церкви, і в 1993 р. на кошти громадян та підприємств Дубового за кілька місяців, під керівництвом Василя Магули, побудували муровану церкву св. Дмитра. Іконостас до церкви вирізьбив Леспух з Дубового, ікони намалював Михайло Ковач. Збереглося кілька ікон зі старого іконостаса, намальованих ізянським монахом Варнавою у 1944 р. Один дзвін на вежі церкви відлив Ф. Еґрі в 1931 p., другий – стародавня пам’ятка з написом: “РОКУ БОЖІЯ АХПА (1681)”.

### Церква Преображення Господнього (1930)
Спорудження цієї церкви в 1922 р. ініціювала родина Чендеїв, з якої походить відомий письменник Іван Чендей. Закінчили будівництво аж у 1931 році.
Спочатку стіни дерев’яної споруди обмазували глиною і білили. Наново церкву штукатурили у 1939 р. і в 1990 р. Розпис стін зробив Михайло Хланта.
Стару дерев’яну дзвіницю замінено мурованою у 1993 р. Тоді ж зробили з цегли прибудову на головному фасаді і металеву огорожу.
2012 року, на запрошення громади розпочалися роботи з розпису храму. Іконописець - Василь Романів (м. Хуст), проект та орнаментальне оздоблення - Цуп Андрій (м. Тернопіль), орнаментальне оздоблення Фізер Андрій (м. Долина). Завершився розпис 2015 року. Одночасно художники працювали над розписом обох храмів.

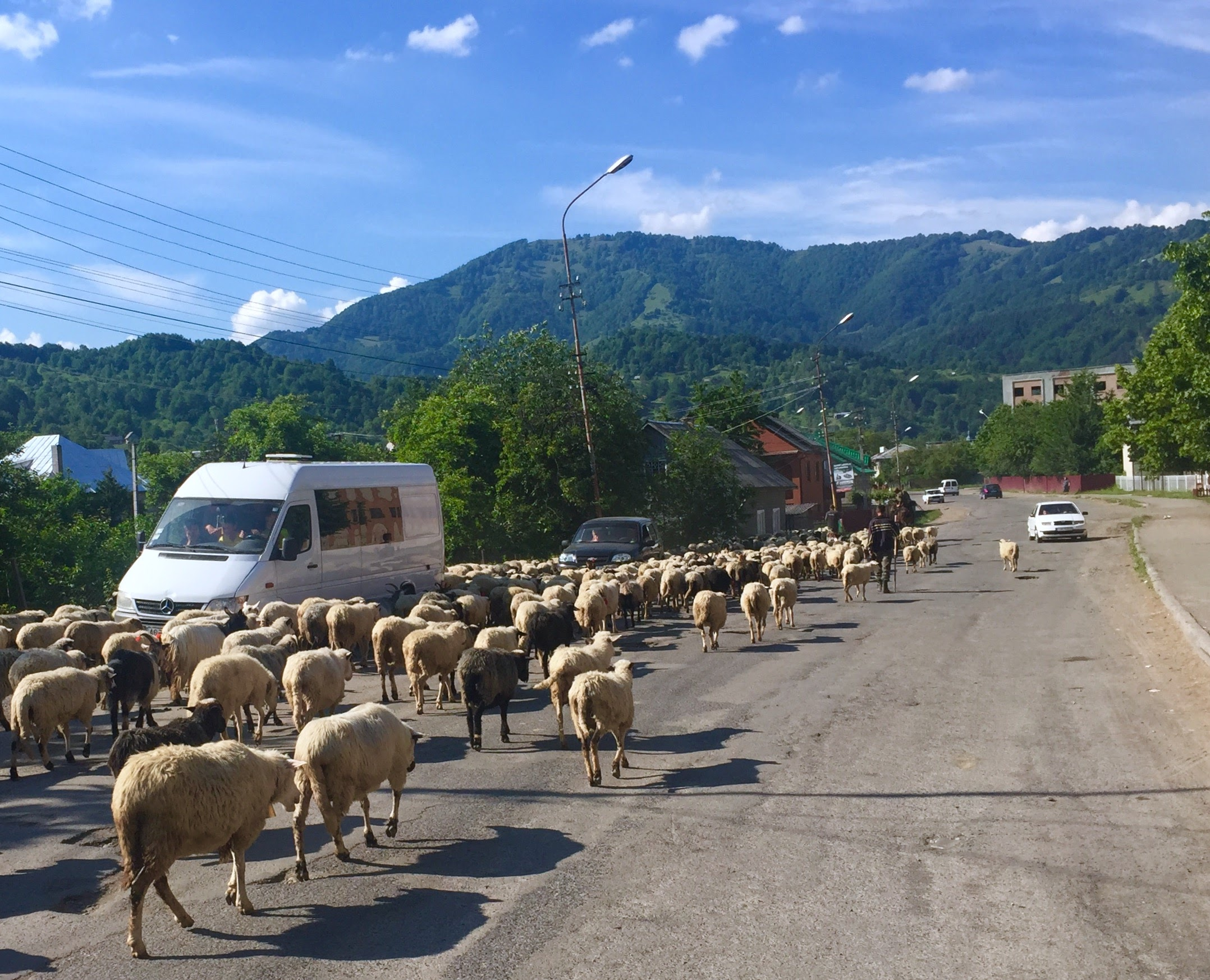
Овець ведуть на полонину

## Місцеві традиції
Кожного року у травні святкують «Проводи на полонини», починаючи з 2002 року.

## Символіка

### Герб
У зеленому щиті зі срібною базою, обтяженою лазуровою пониженою хвилястою балкою, поверх усього золотий дуб з вирваними корінням, супроводжуваний з боків двома золотими восьмикутними зірками. Щит вписаний в золотий декоративний картуш і увінчаний срібною міською короною. На золотій девізній стрічці напис зеленими літерами «ДУБОВЕ».

### Прапор
Квадратне полотнище складається з двох вертикальних смуг — перша складається поперемінно з семи рівновеликих синіх і жовтих горизонтальних смуг, і другої зеленої (1:2). У центрі зеленої смуги герб селища.

## Видатні люди
Див. також Категорія:Уродженці Дубового
- Чендей Іван Михайлович (1922—2005) — український письменник, перекладач, кіносценарист. Автор сценарію «Тіней забутих предків» (1964);
- Носа Михайло Іванович (* 1958) — педагог і письменник, дослідник творчості Івана Чендея;
- Бігунець Іван Юрійович (1923—2018) — український діяч КПРС, голова Закарпатської організації ветеранів України, 1-й секретар Ужгородського міського комітету КПУ;
- Подольський Дмитро Дмитрович —  засновник і перший директор Закарпатського машинобудівного заводу. Депутат обласної ради 1990—1994 рр. Завдяки йому в селі було побудовано стадіон, поліклініка, середня школа, дитячий садок. В центрі селища вдячні жителі селища встановили пам'ятний бюст Подольського Д.Д.;
- Бігунець Микола Васильович — головний лікар Дубівської районної лікарні № 2. Депутат Верховної Ради Радянського Союзу;
- Габор Іван Іванович  —кандидат філософських наук. Депутат Закарпатської обласної ради двох скликань (1990—1998). Голова обласної організації Народного Руху України. Засновник Дубівського управління соціального захисту населення;
- Попович Василь Миколайович — військовослужбовець, загинув під час виконання службових обов’язків 27 грудня 2022 року в населеному пункті Авдіївка.[9]

## Галерея

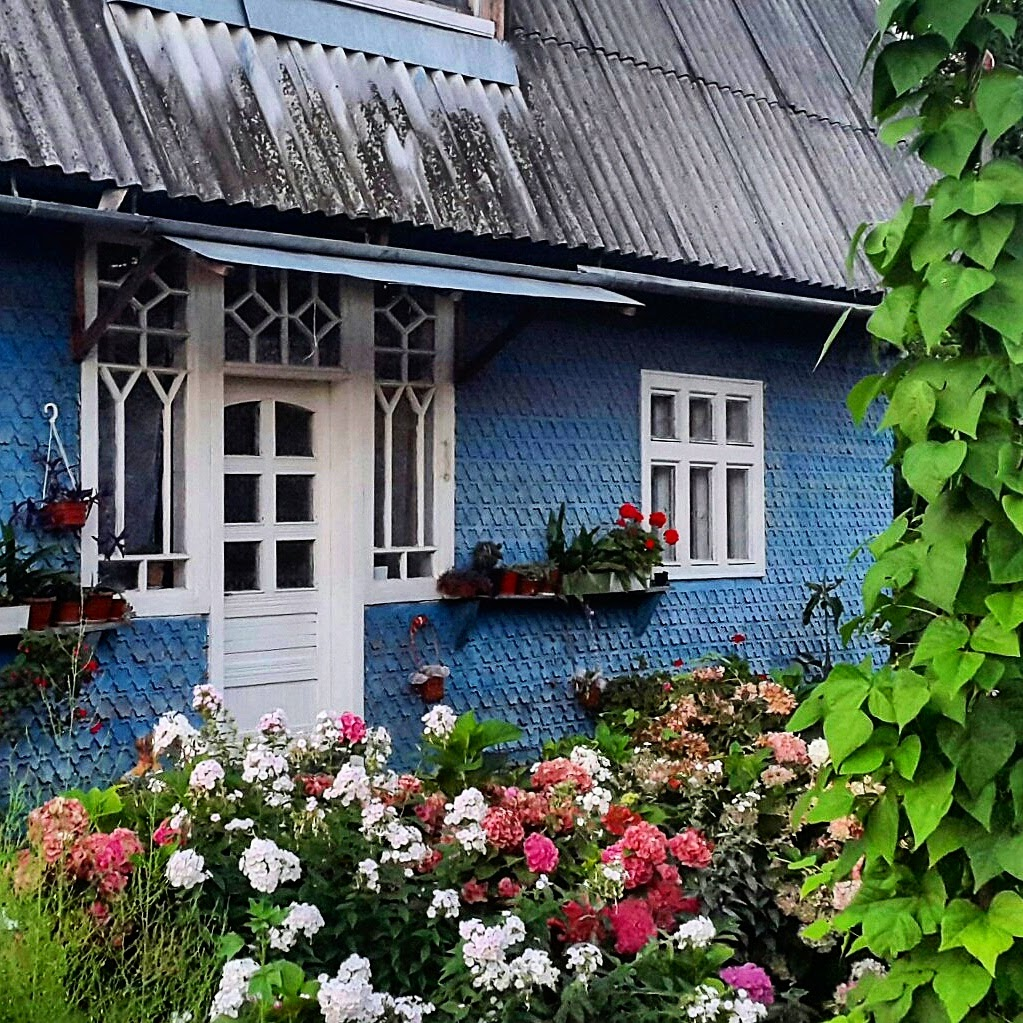
Затишне подвір'я однієї приватної садиби (с. Дубове)
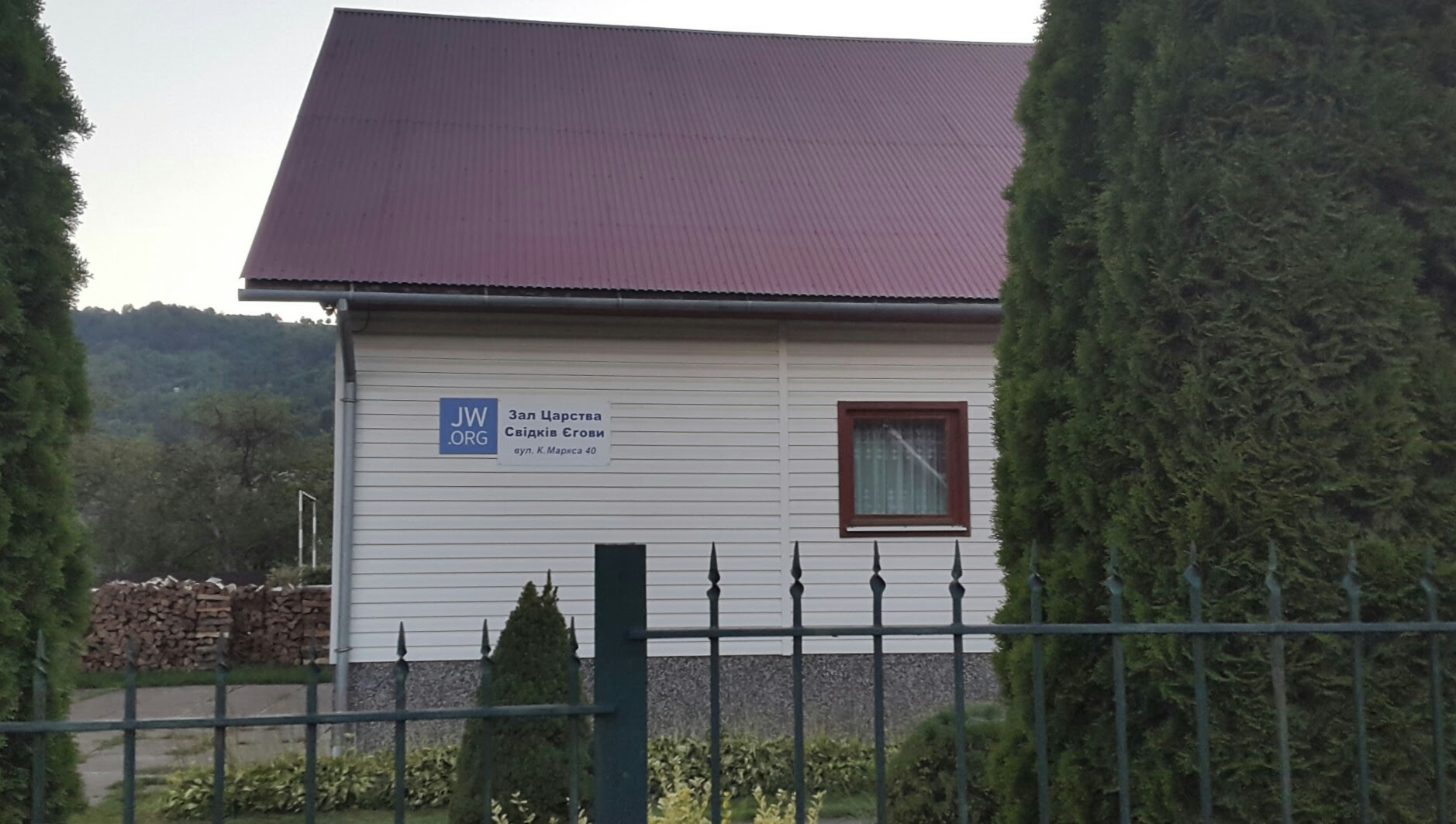
Молитовний будинок Свідків Єгови (с. Дубове)
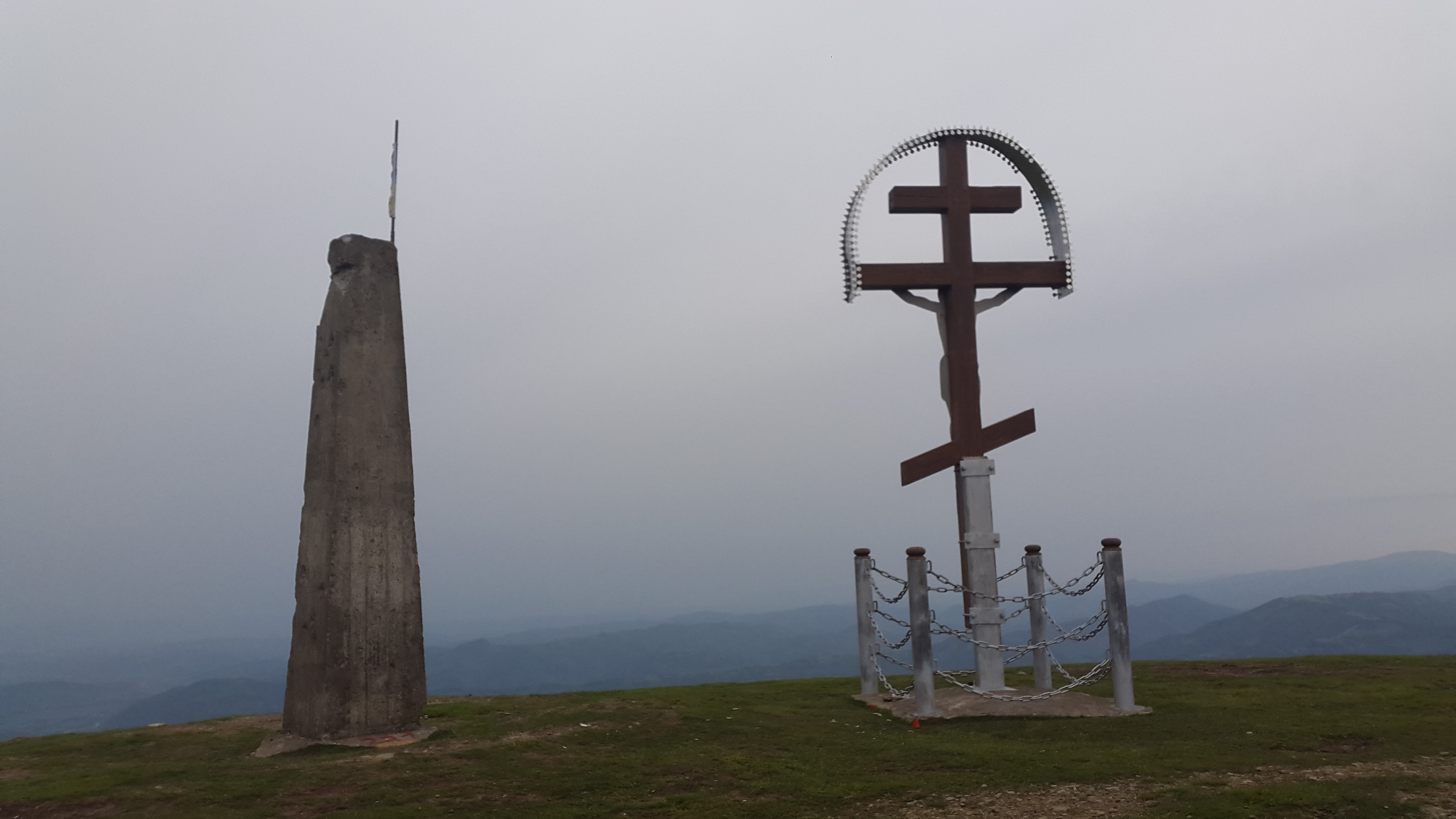
На вершині гори Апецька
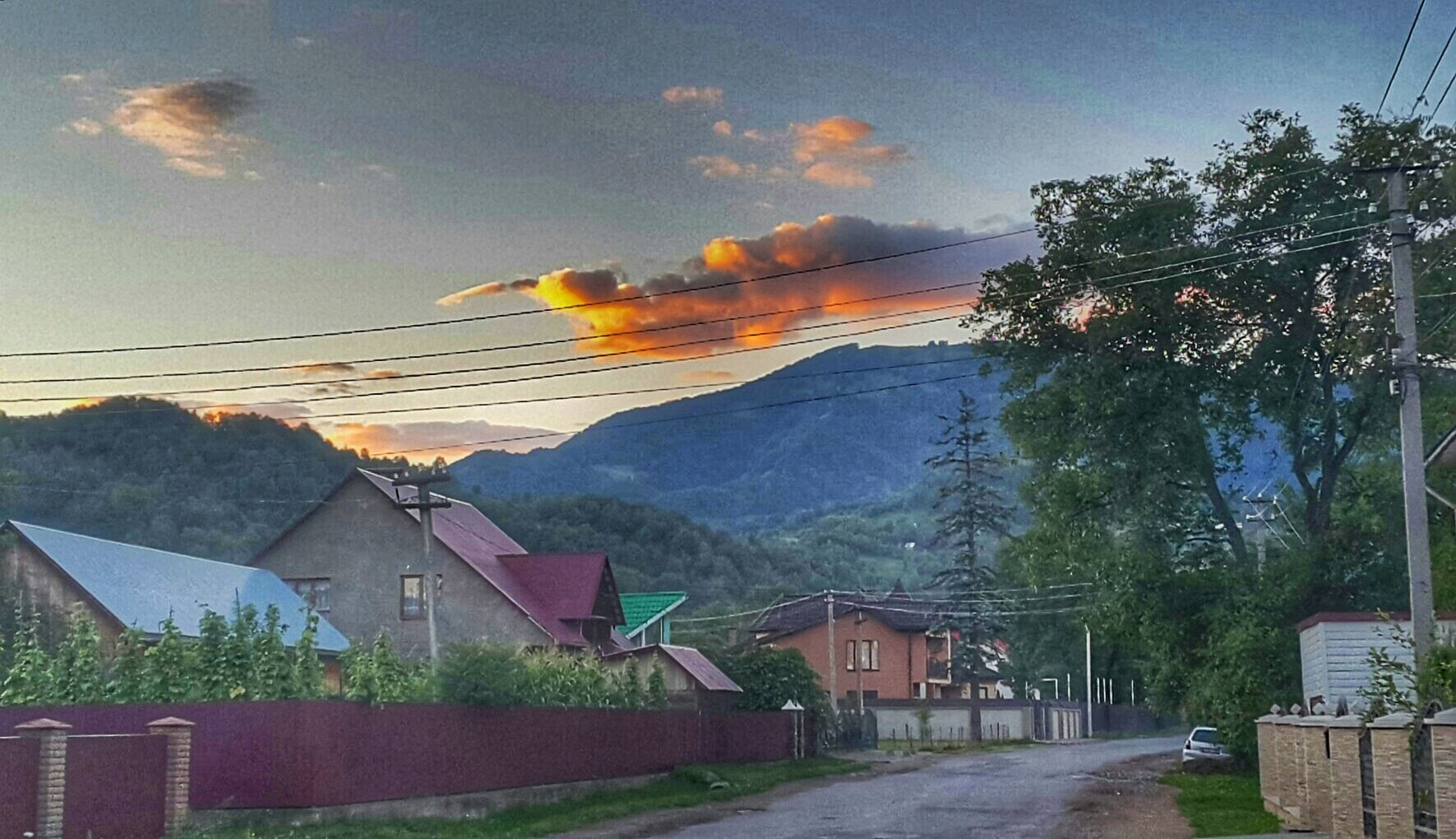
Вид на гору Кобилу
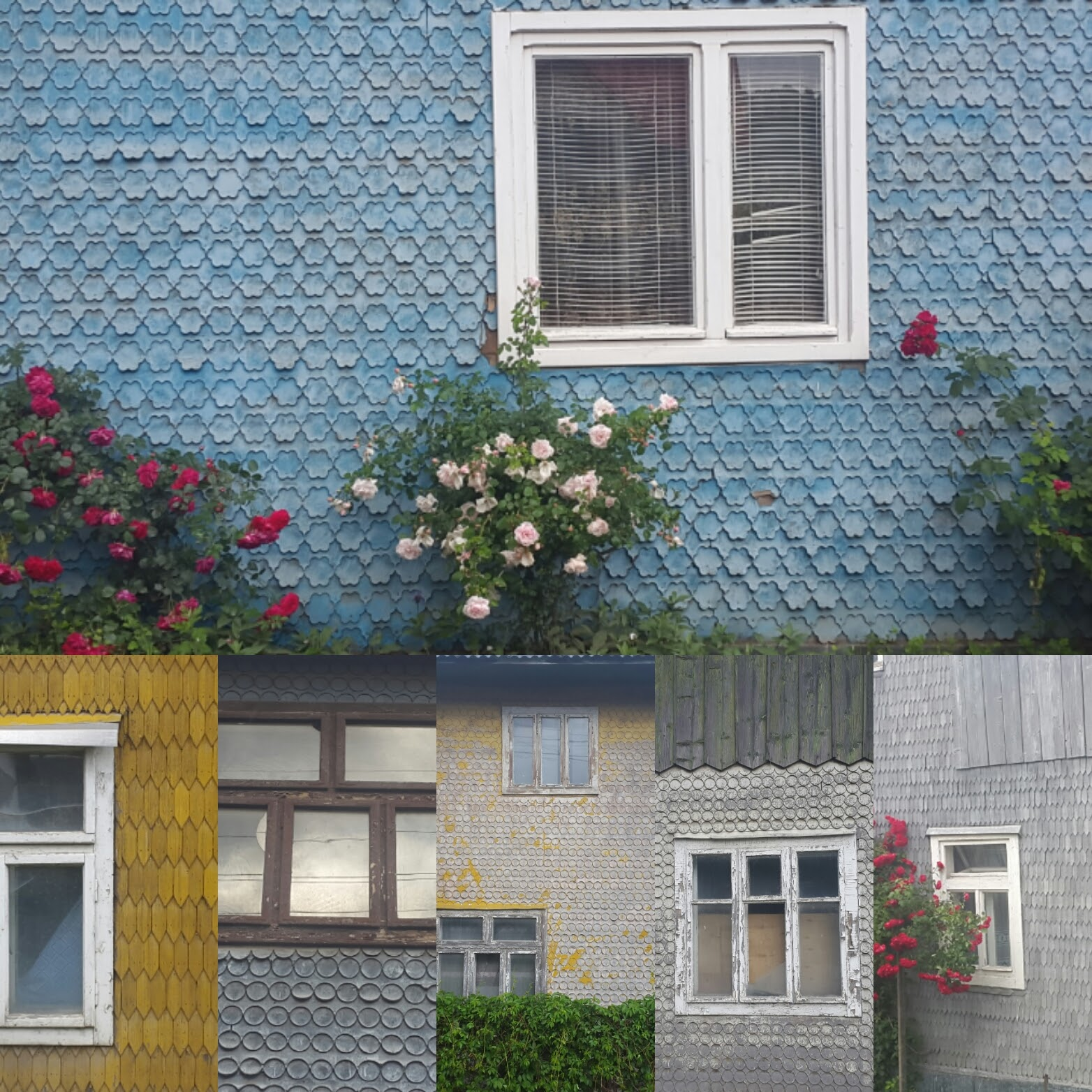
Колаж з фото, що демонструють покриття стін будинку драницями (дранками)
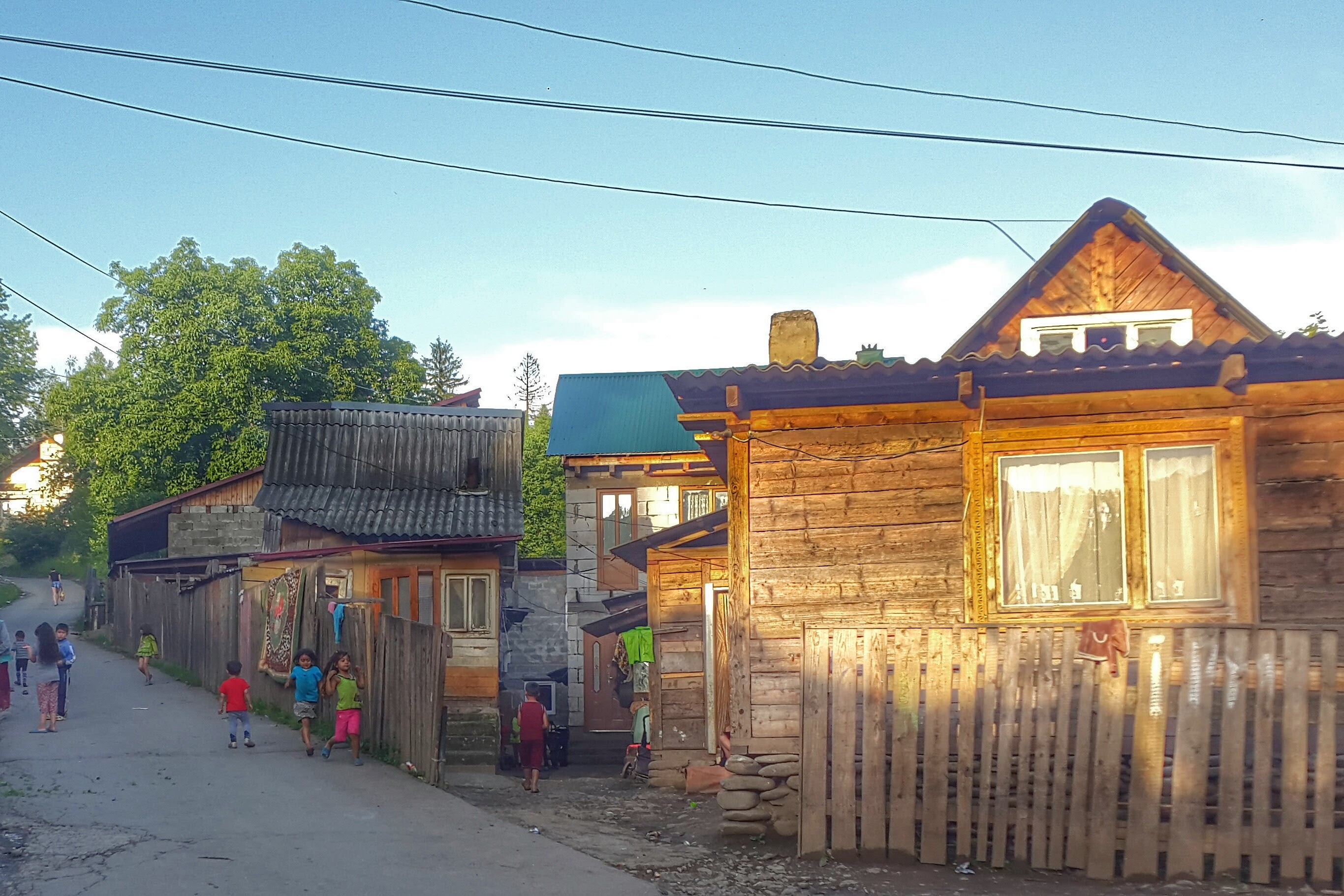
Циганський табір (с. Дубове)
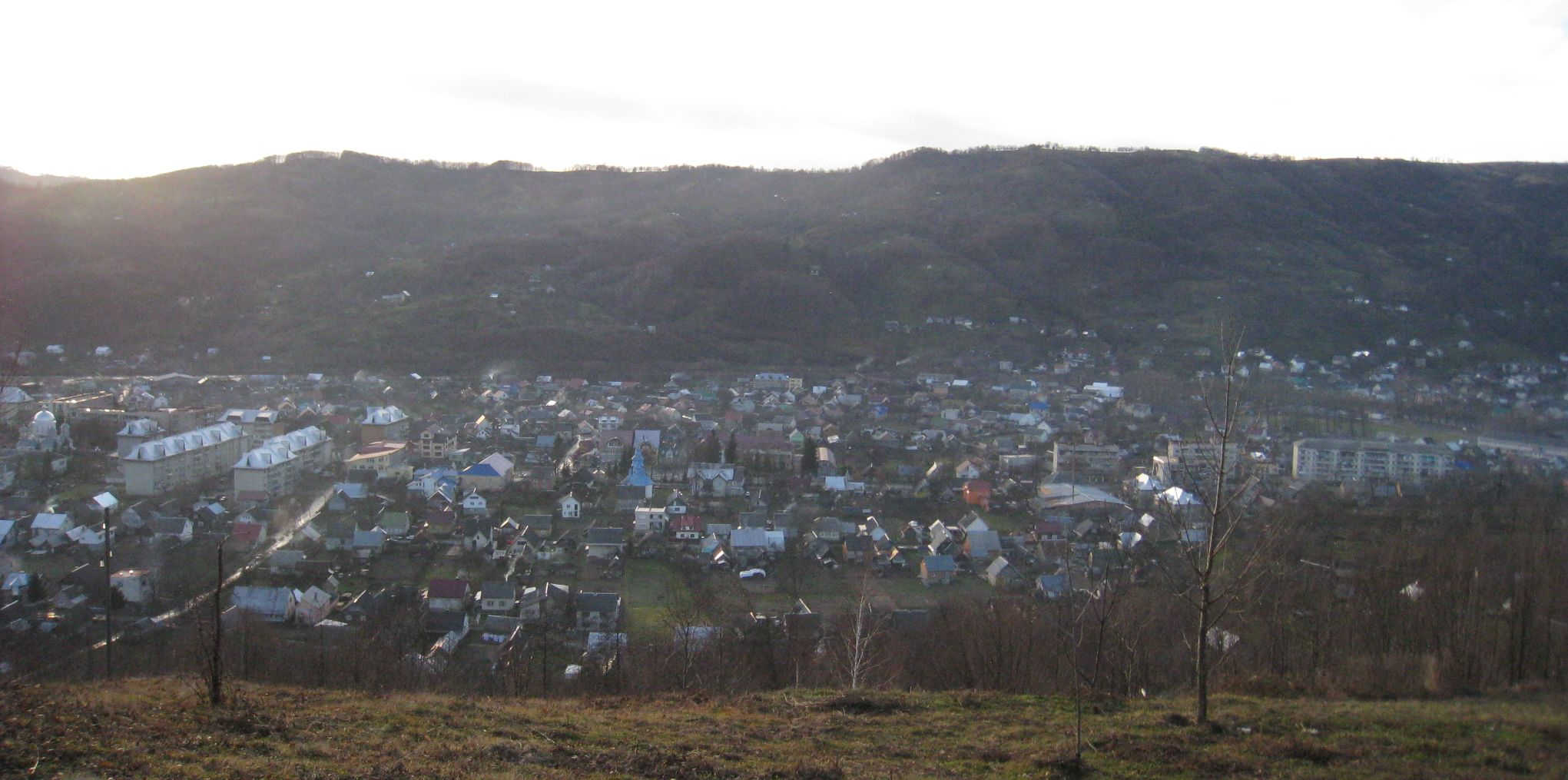
Панорама центральної частини селища
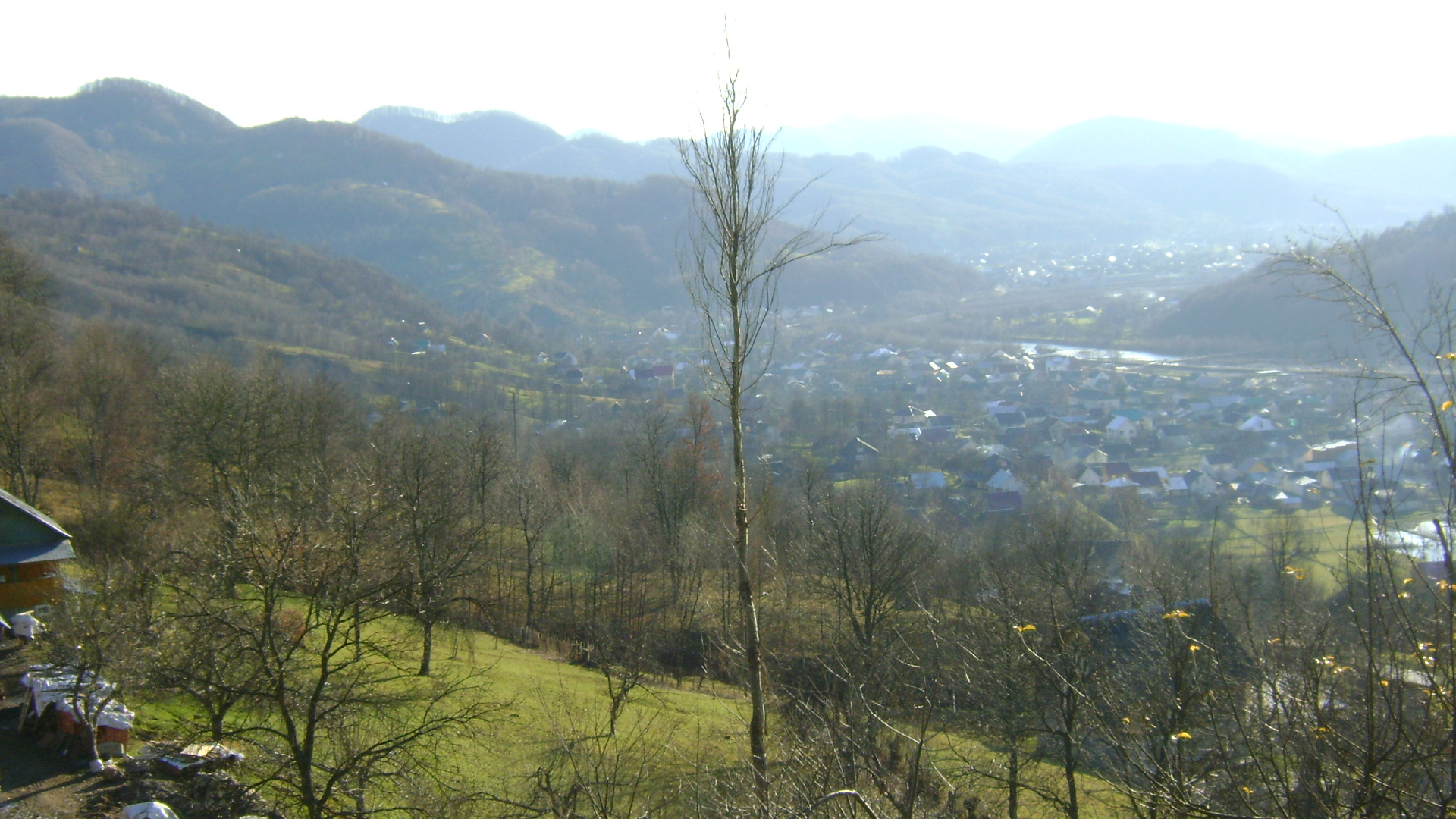
Південна околиця
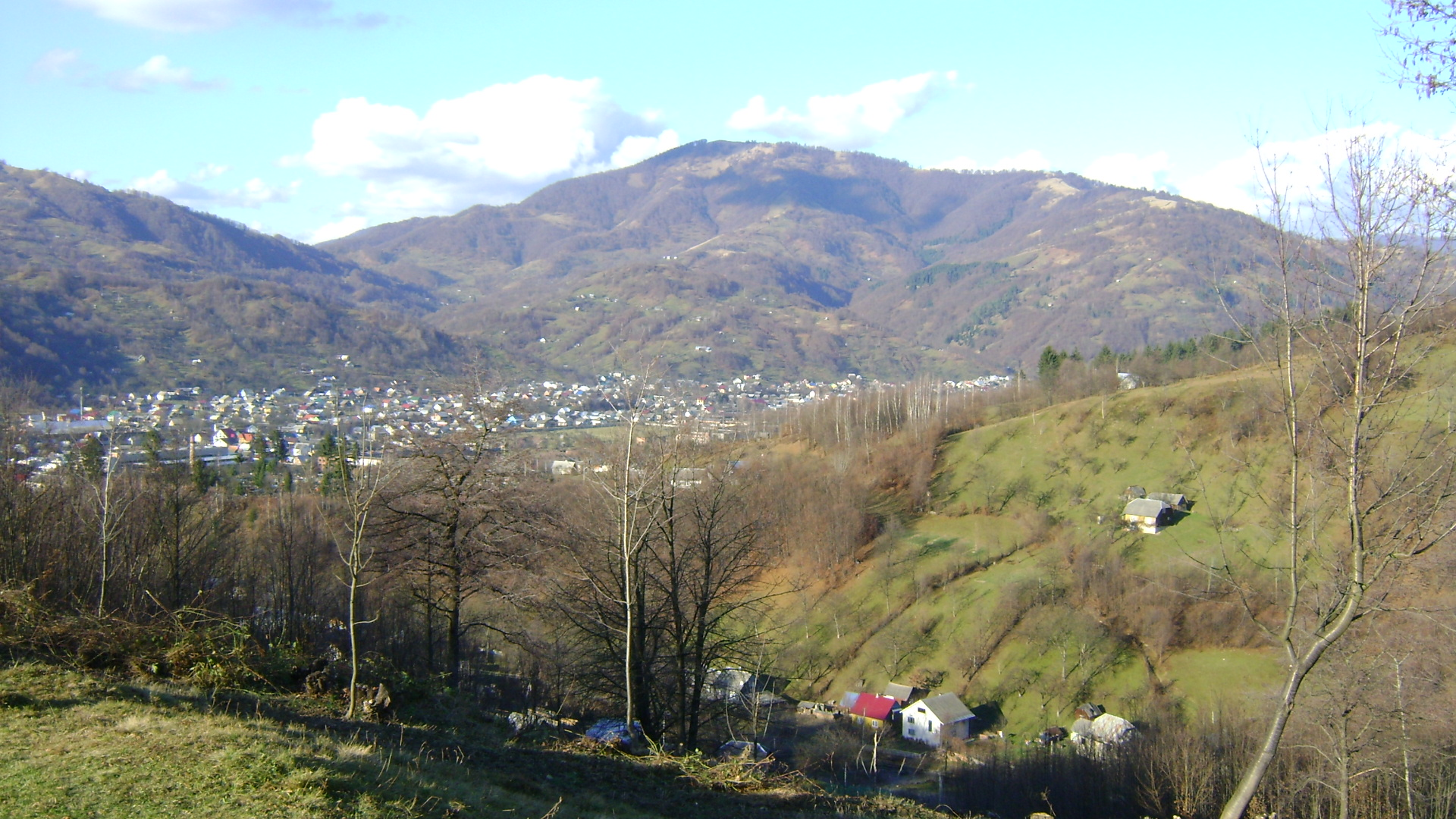
Селище Дубове і гора Кобила (1177м)
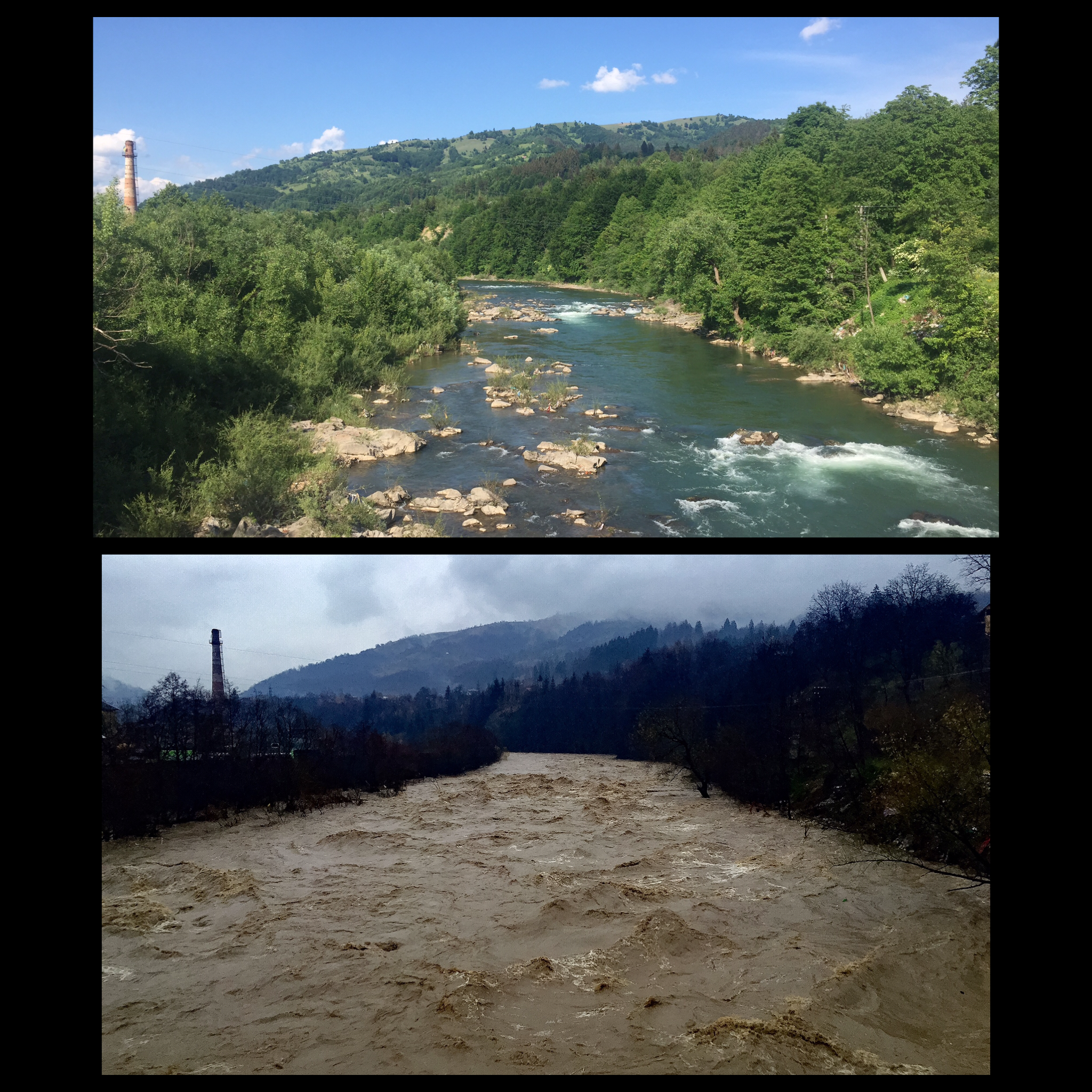
Порівняння річки Тересви до і після розливу
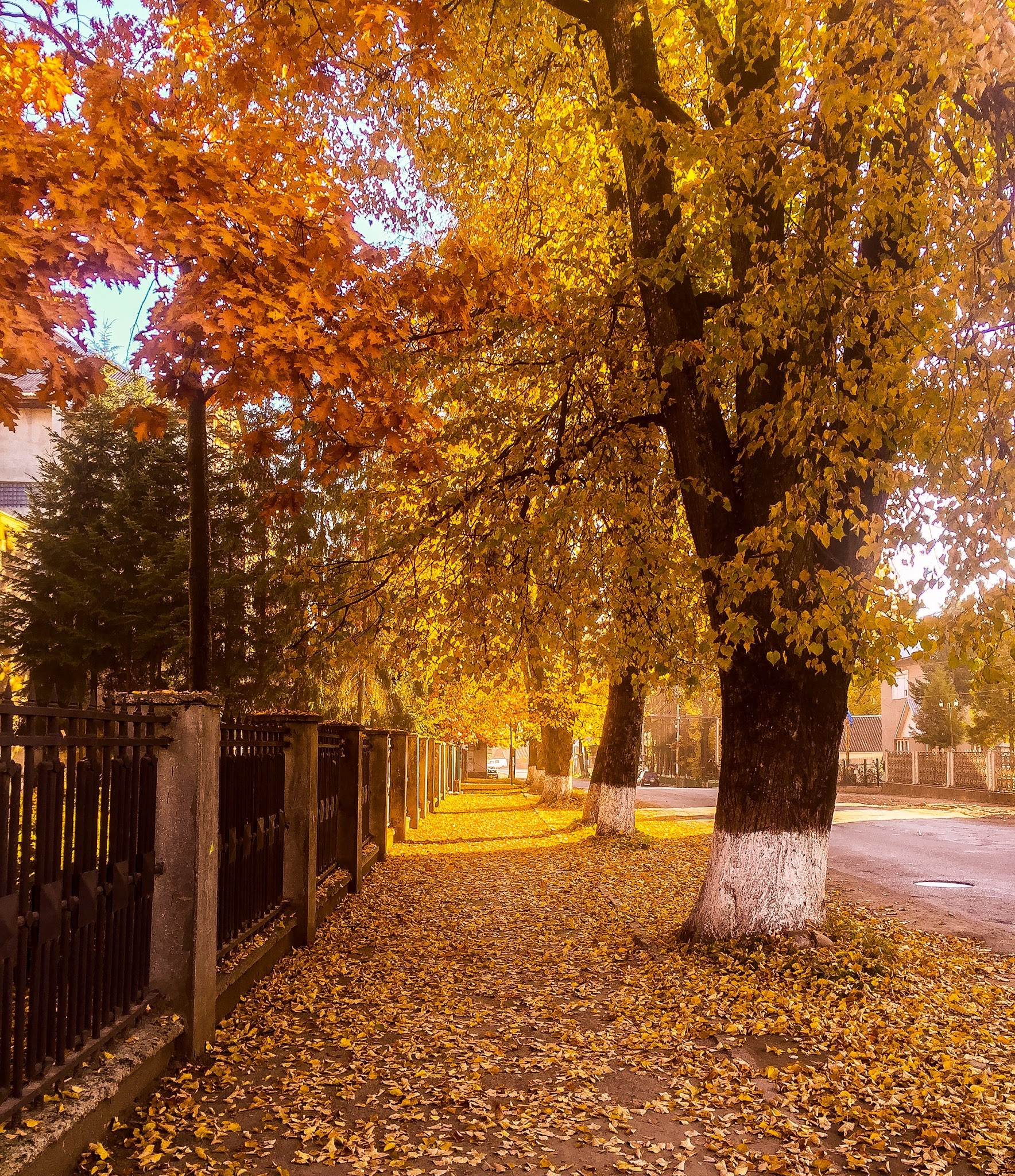
Вулиці Дубового восени
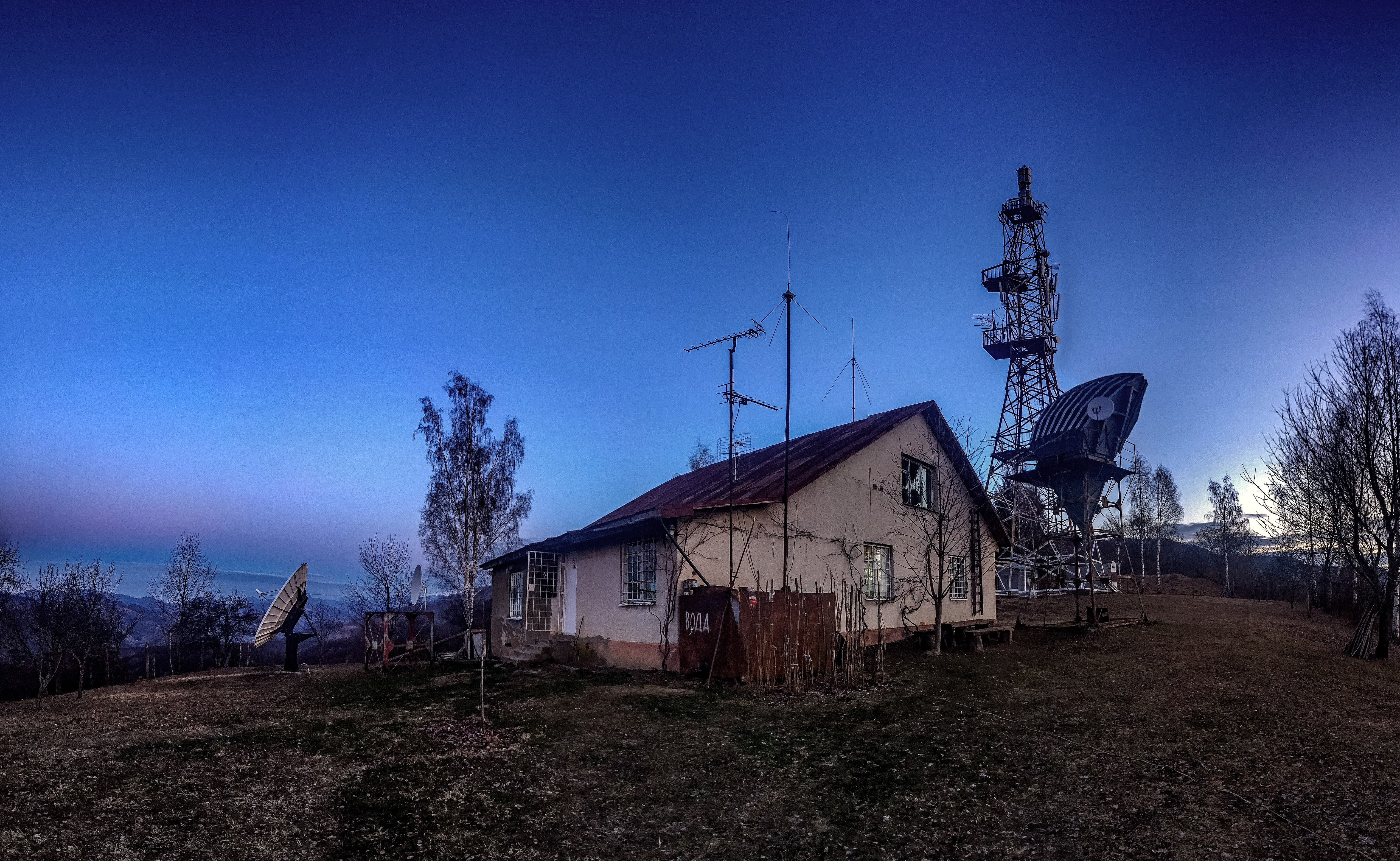
Дубівська телерадіовежа
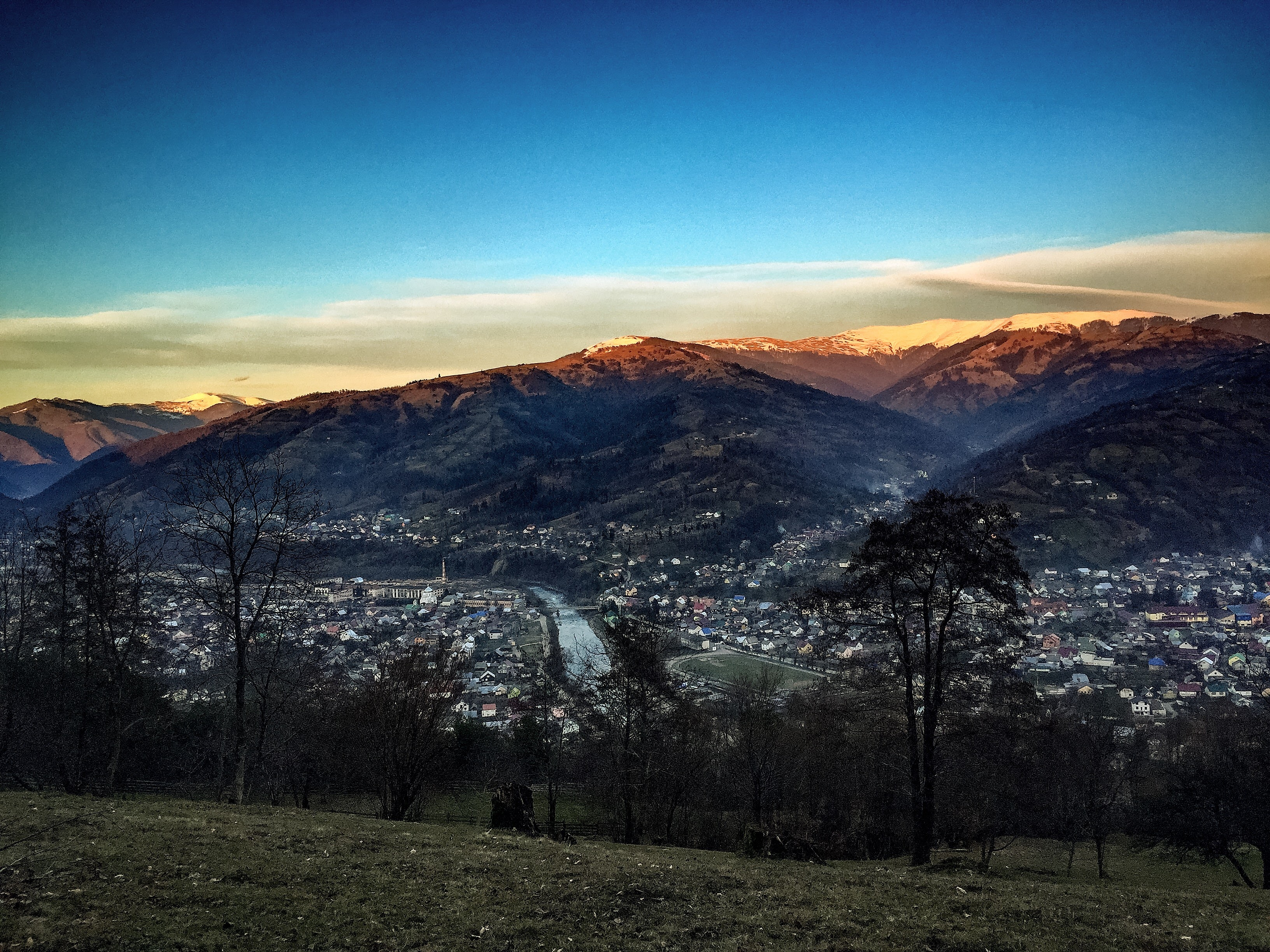
Дубове навесні
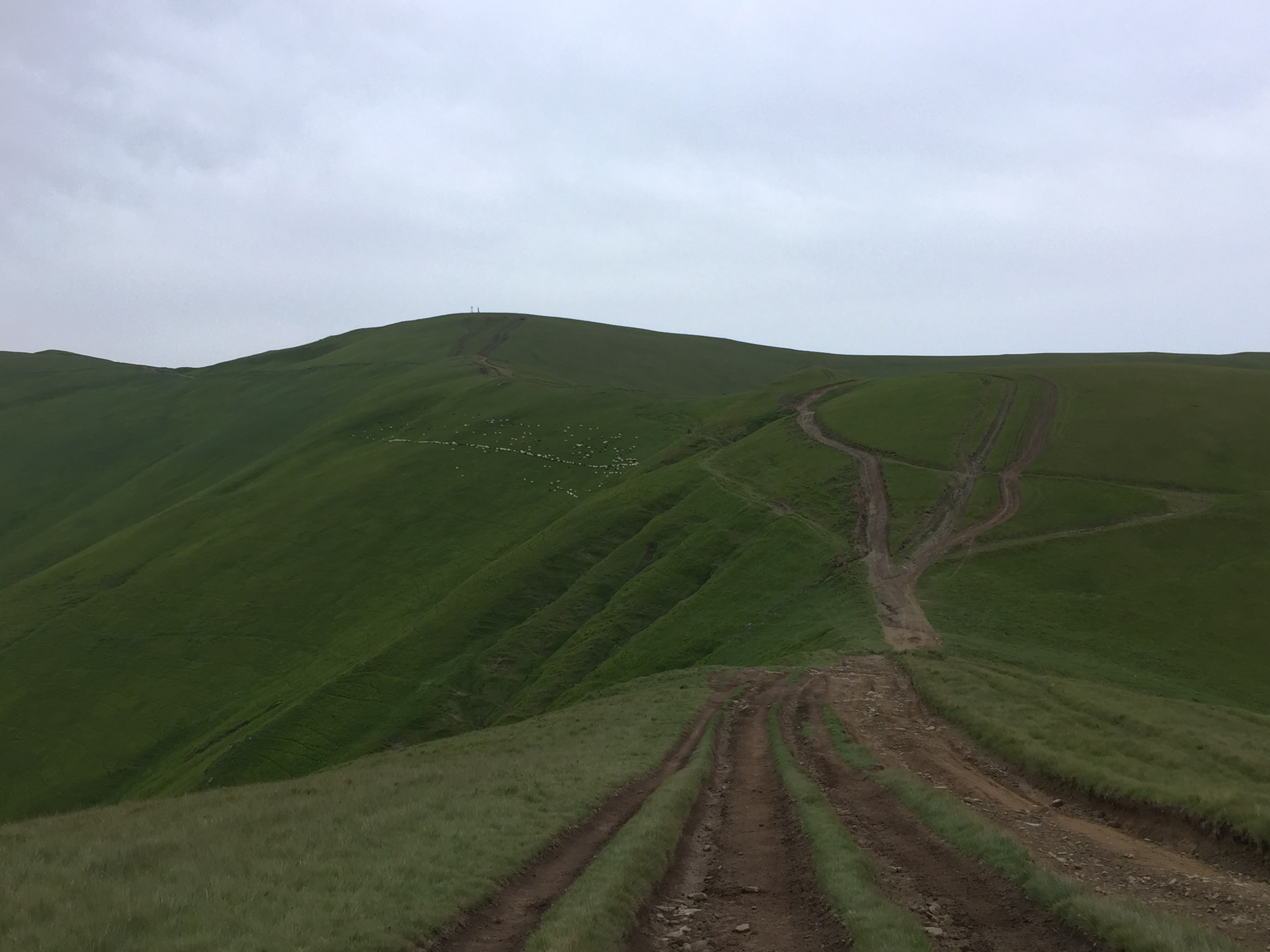
Полонина Апецька. Дорога
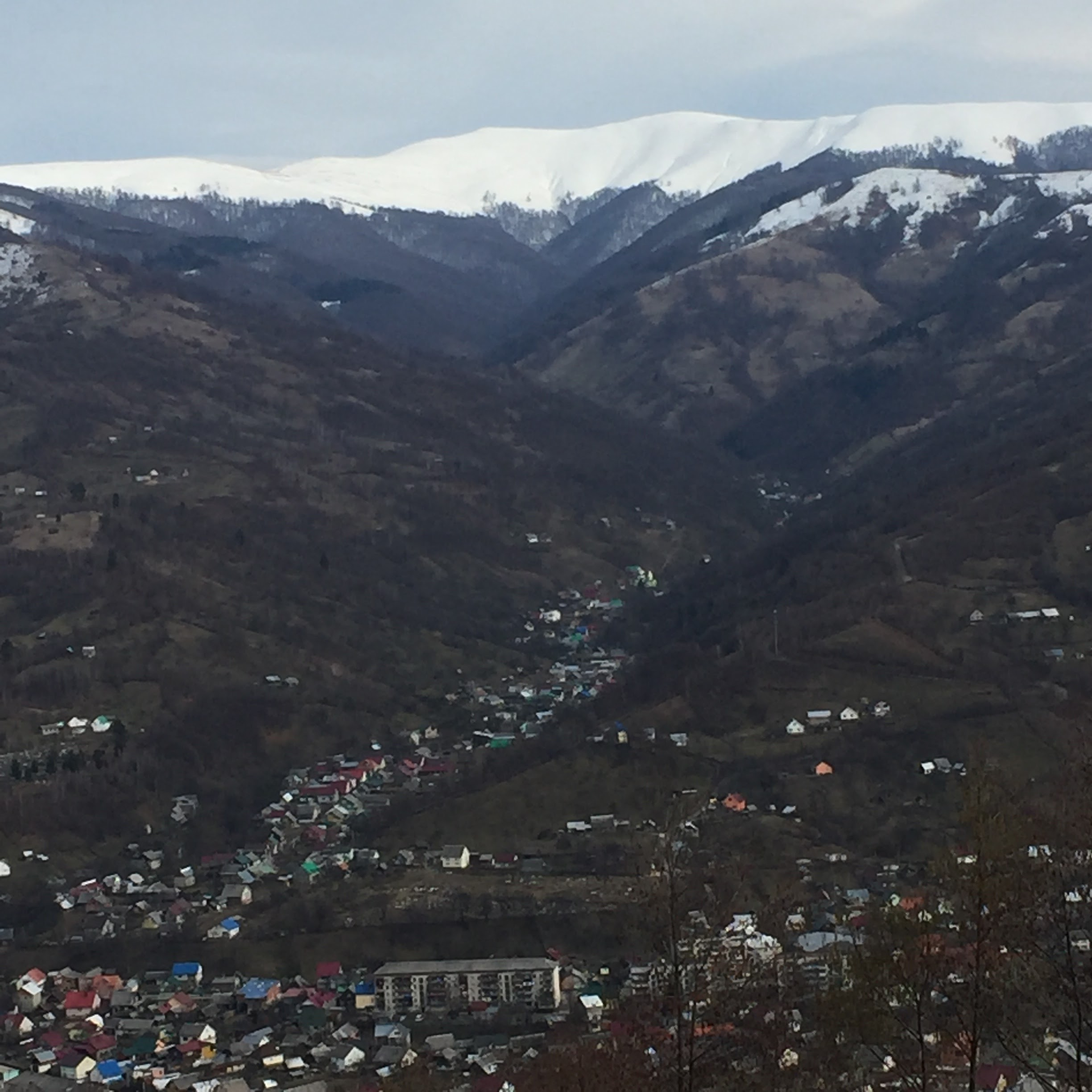
Вид на полонину Апецьку і Верхній Дубовець
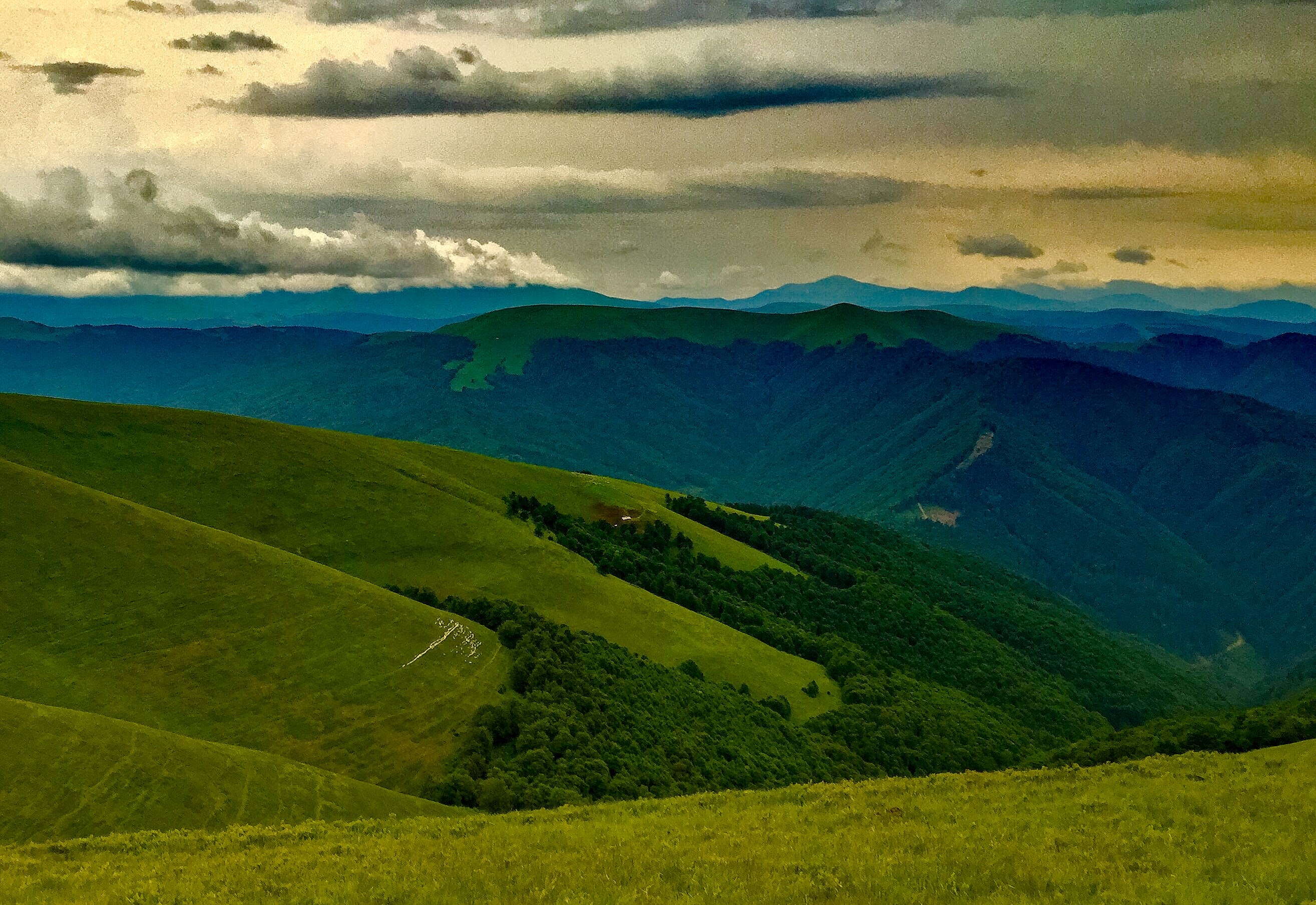
Полонина Апецька. Вид на Свидовецький хребет
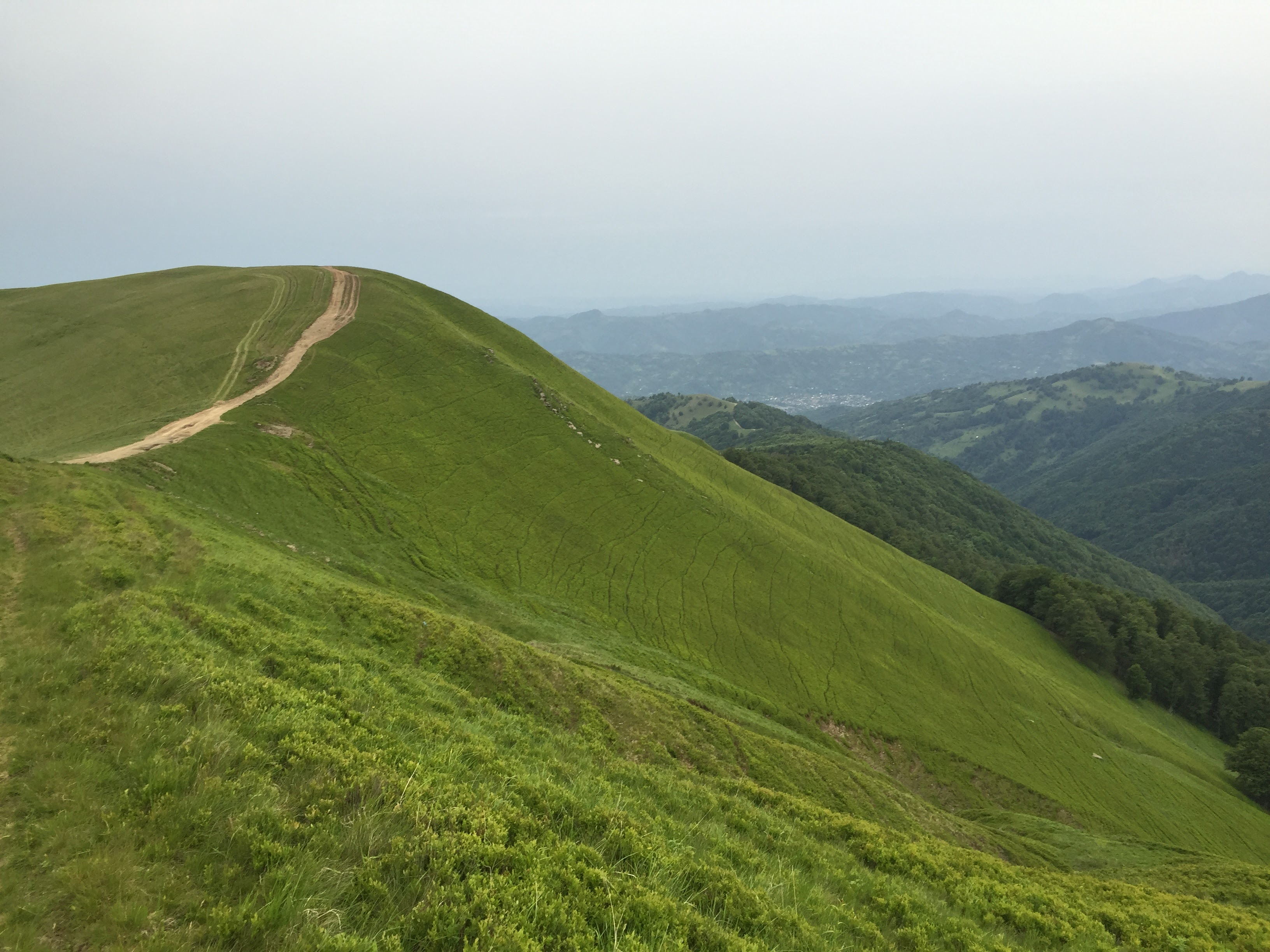
Полонина Апецька. У пошуках джерела
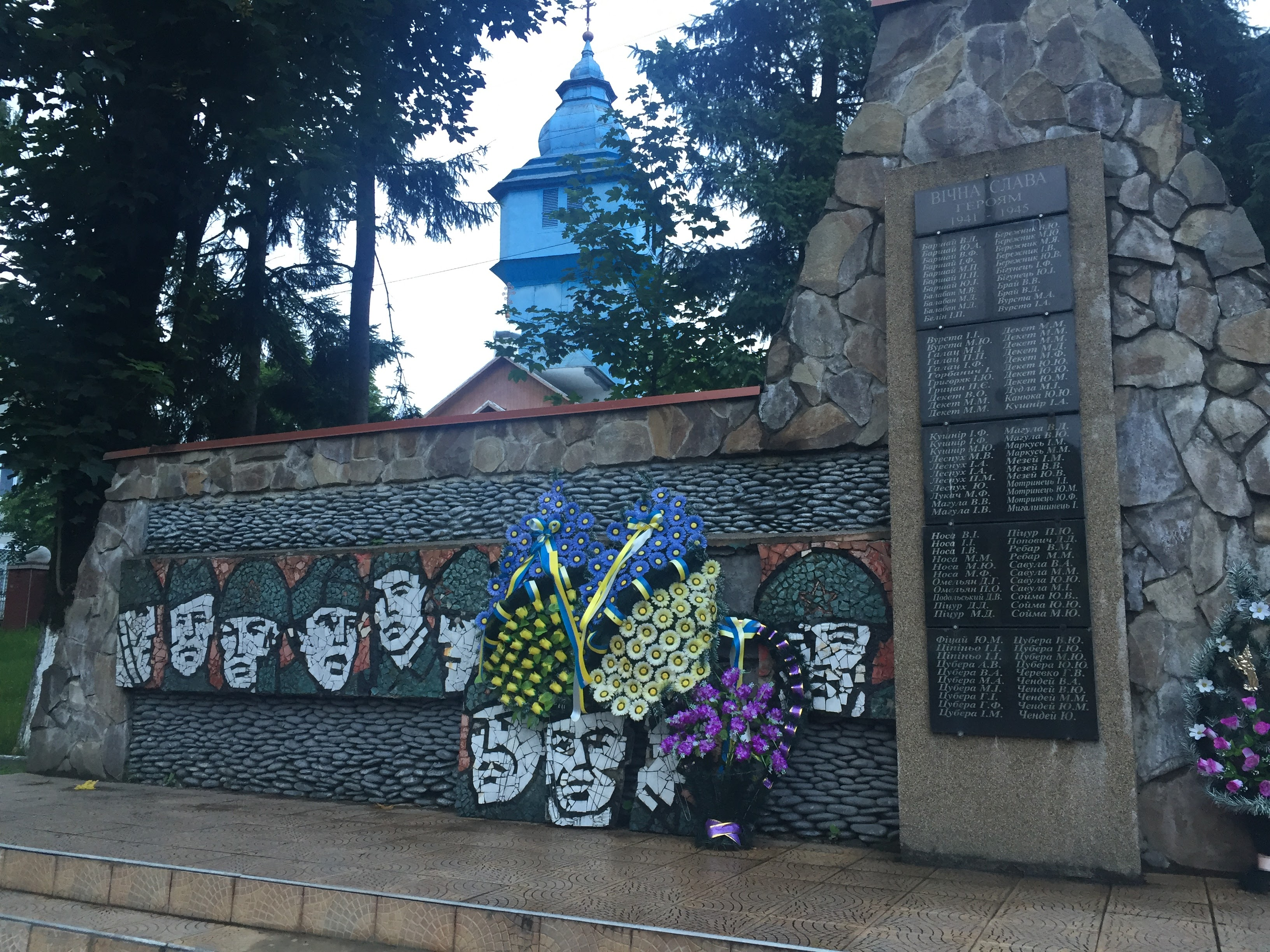
Пам'ятник солдатам, полеглим у Другій світовій війні
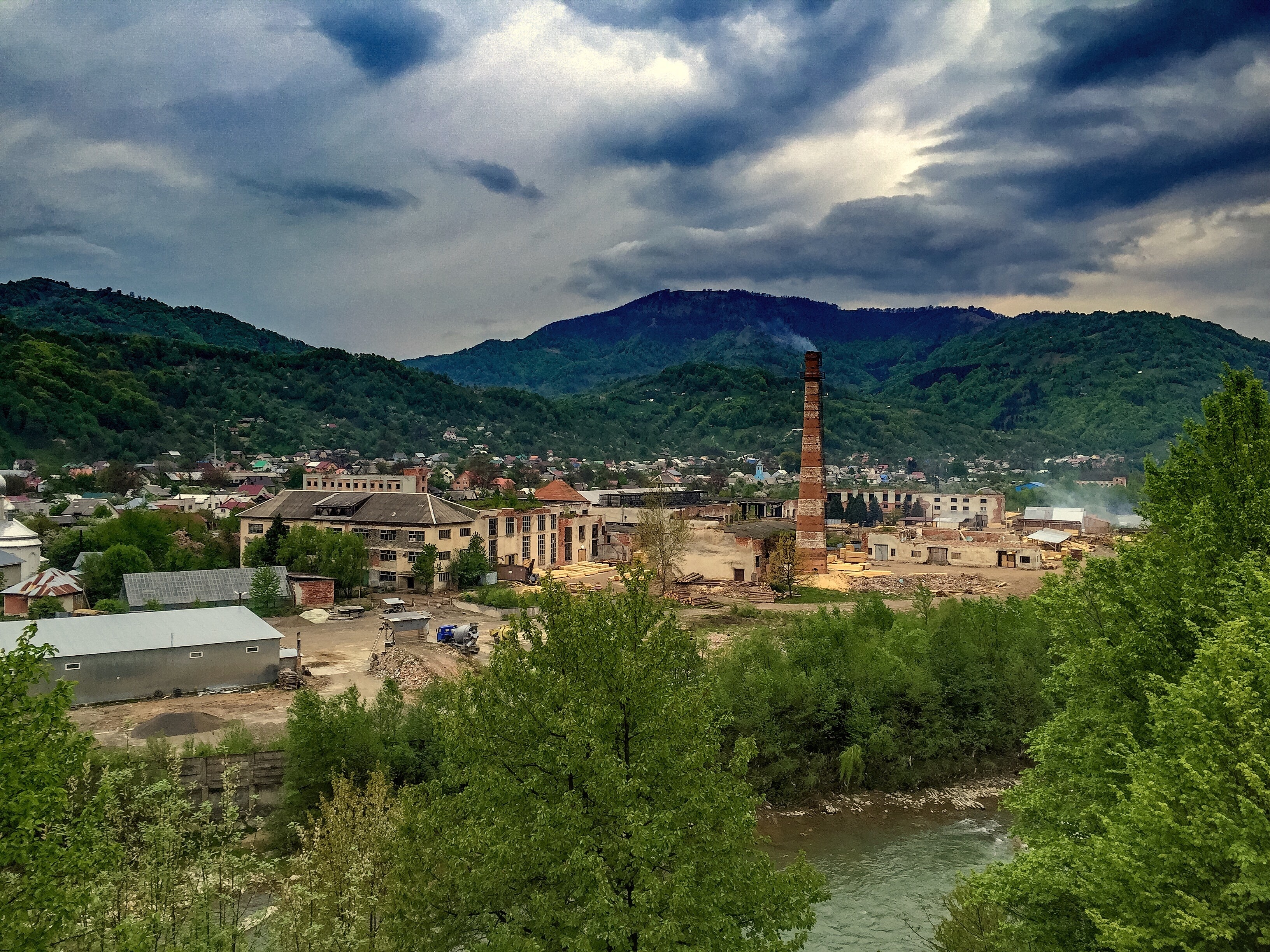
Вид на "Закарпатський вертолітний завод"
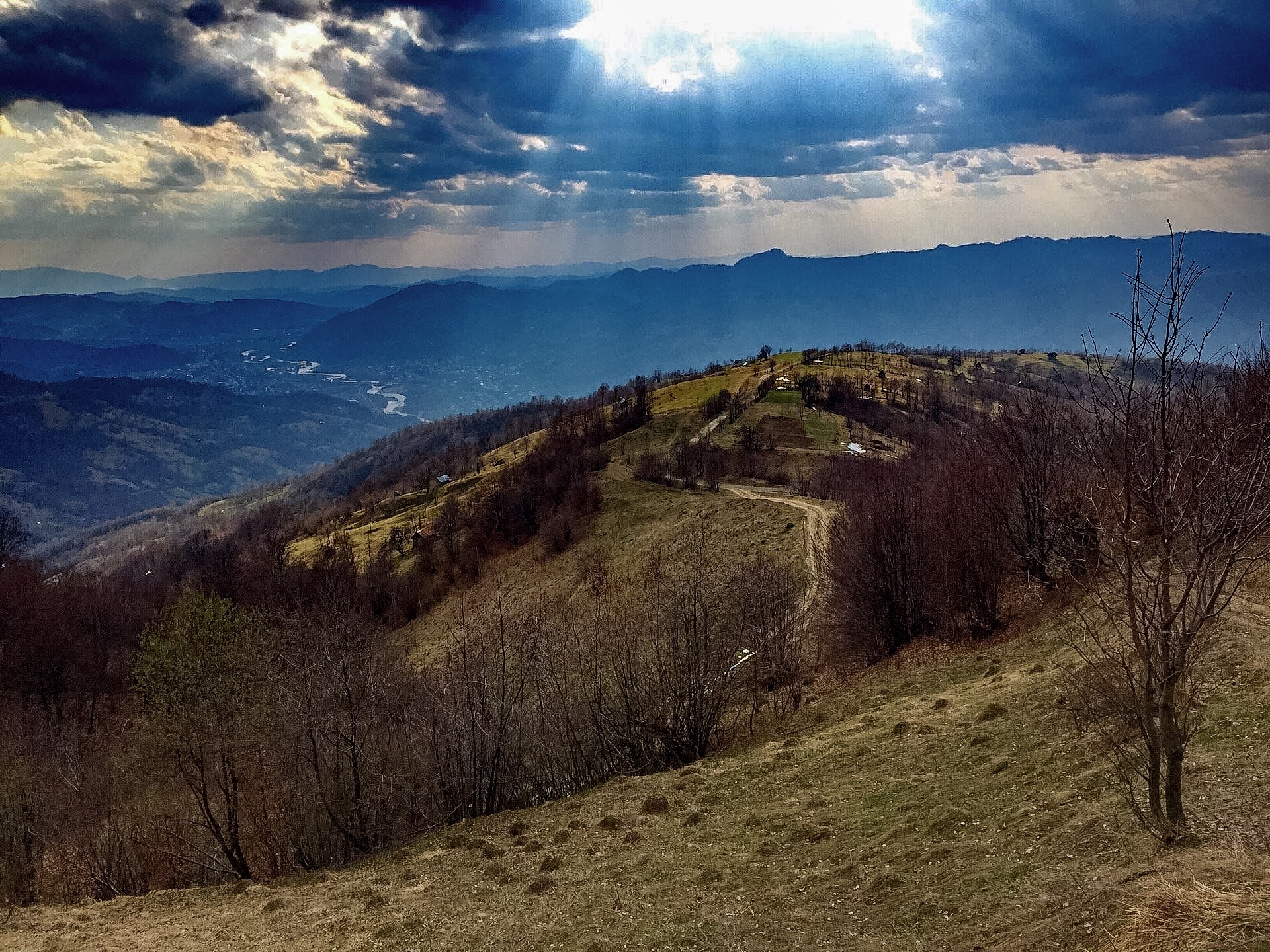
Дорога на Апецьку. Пізня осінь
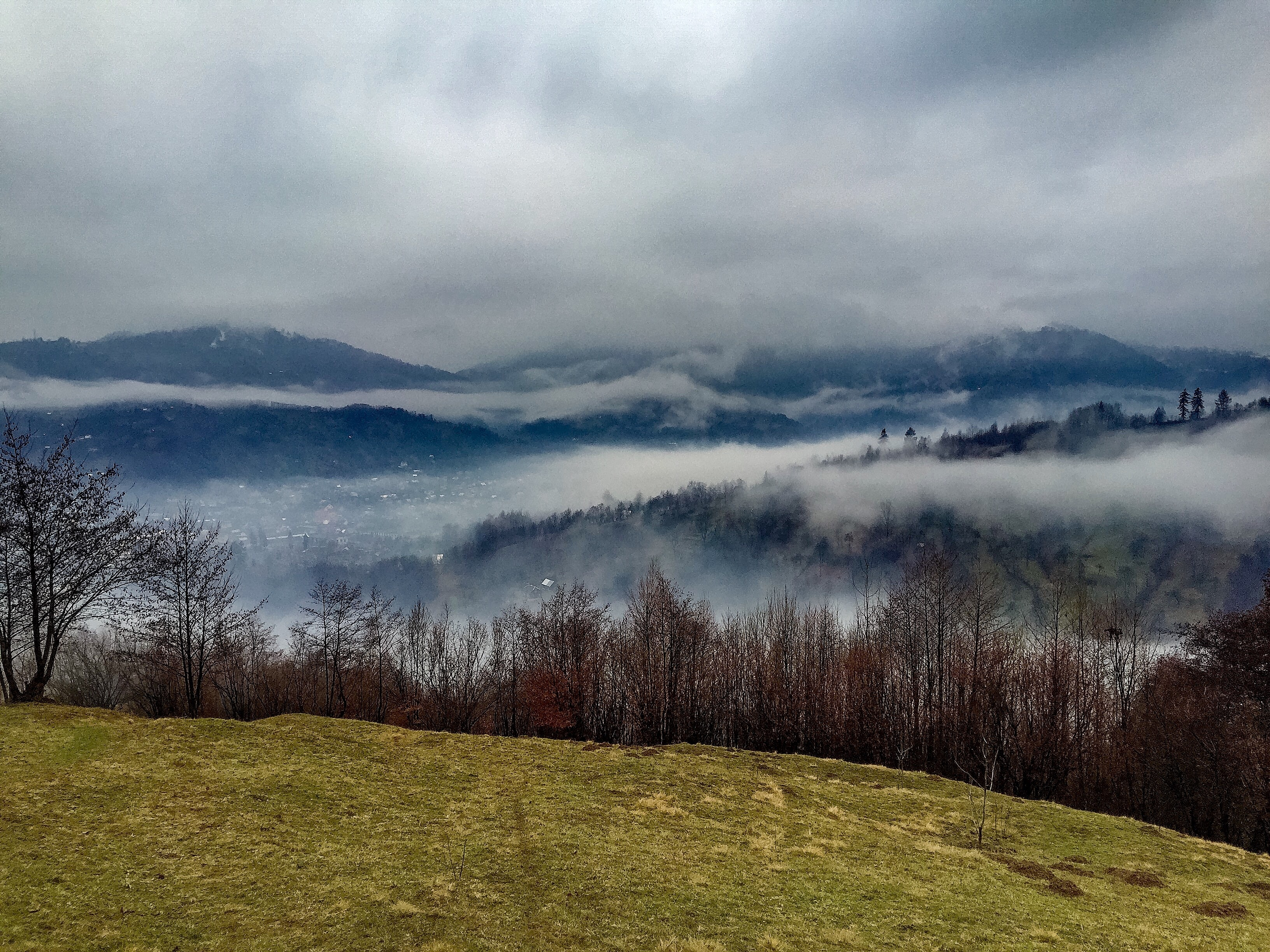
Дорога на Апецьку. Хмари
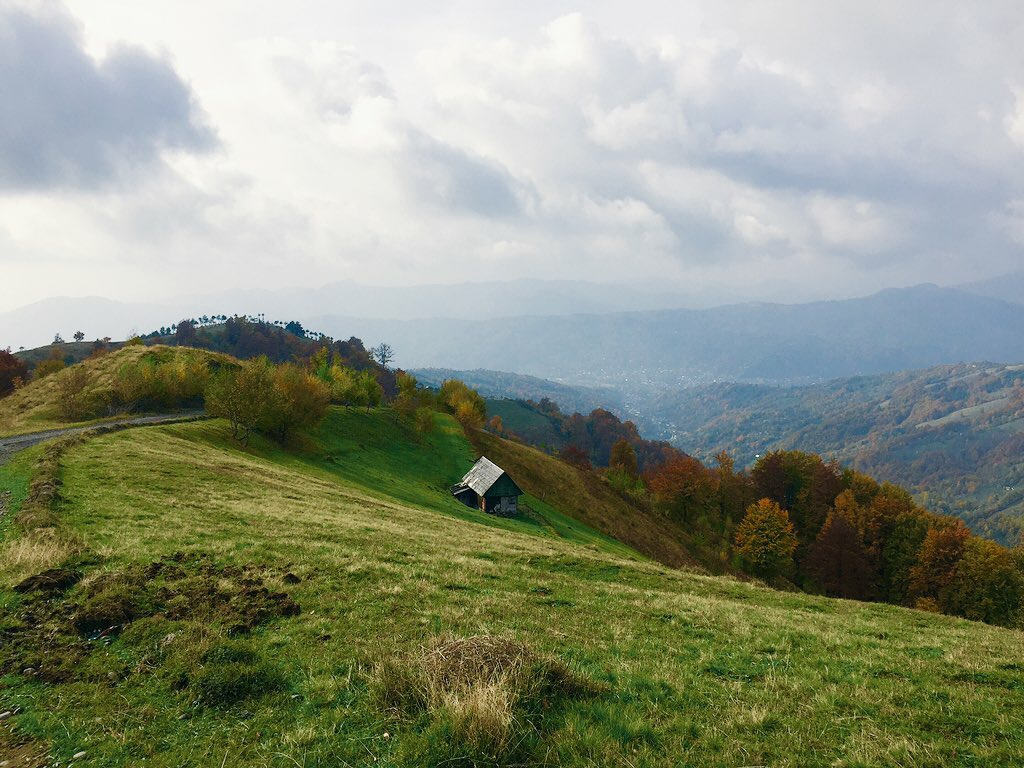
Військова дорога на гору Апецьку
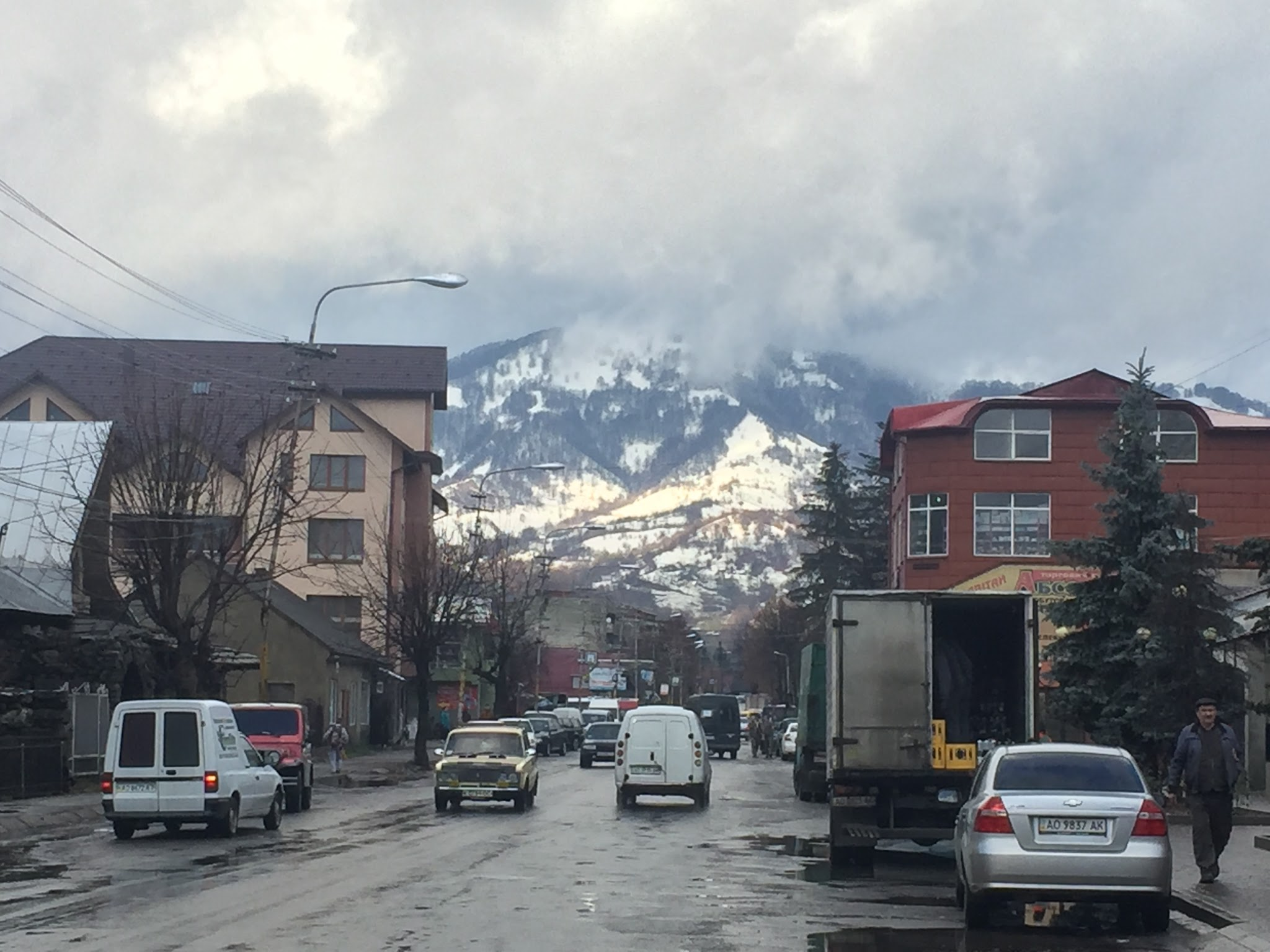
Хмари, що сягають села. Зима
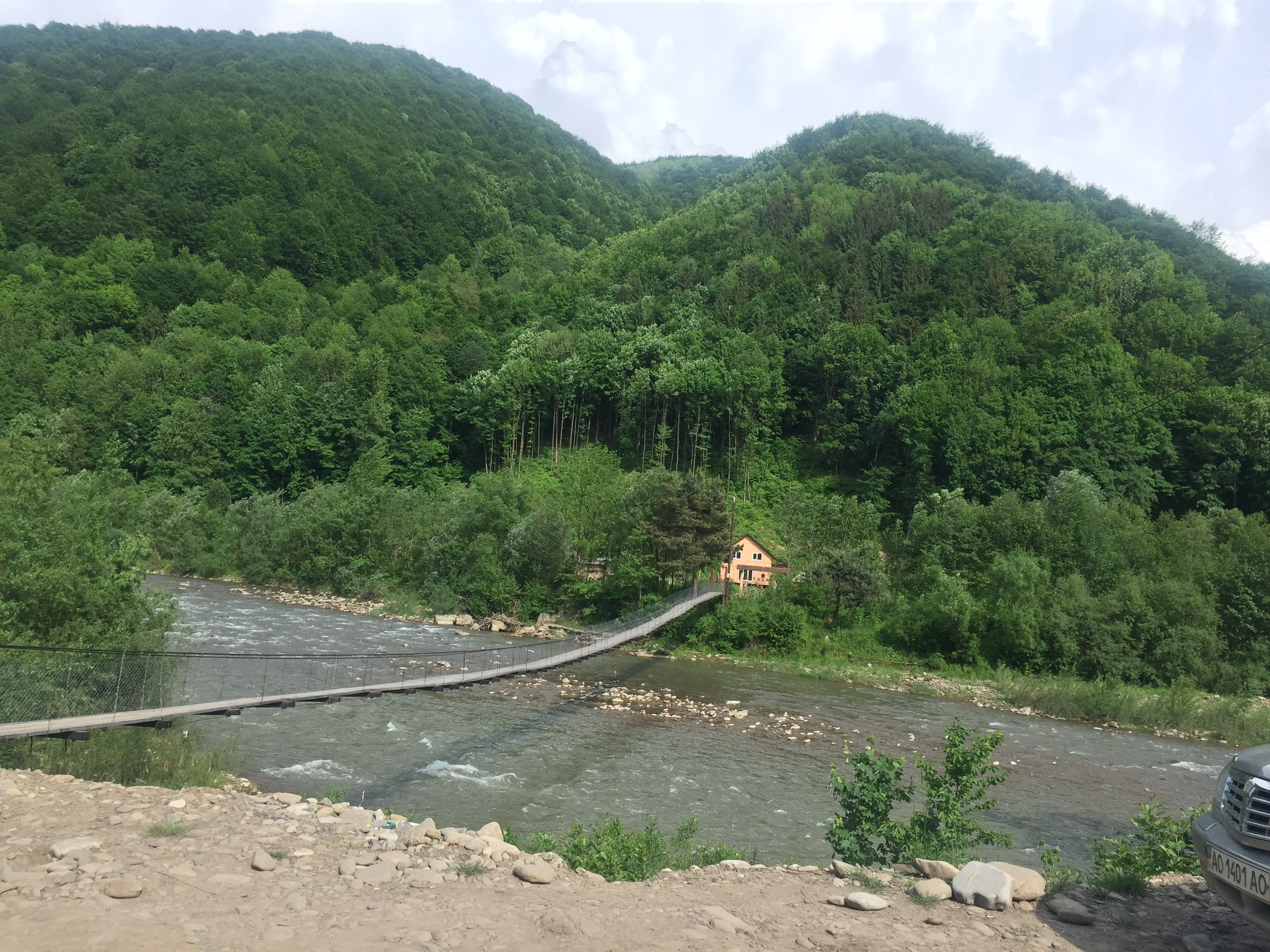
Форелеве господарство
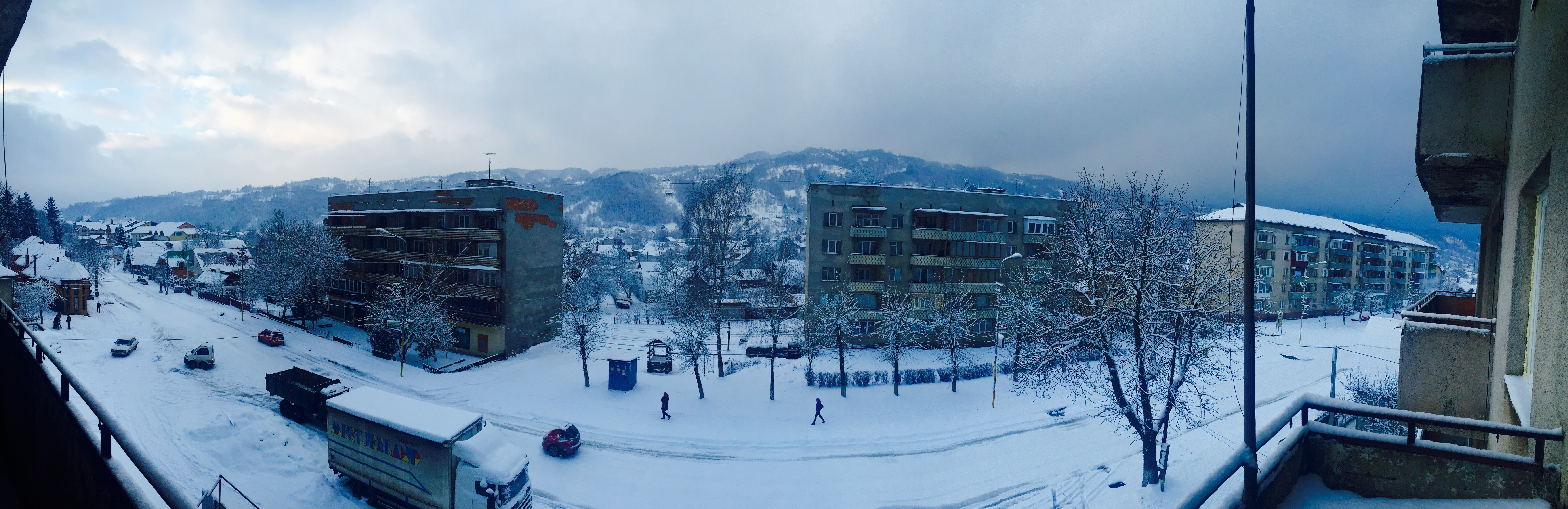
Дубове взимку. Вид на східну сторону
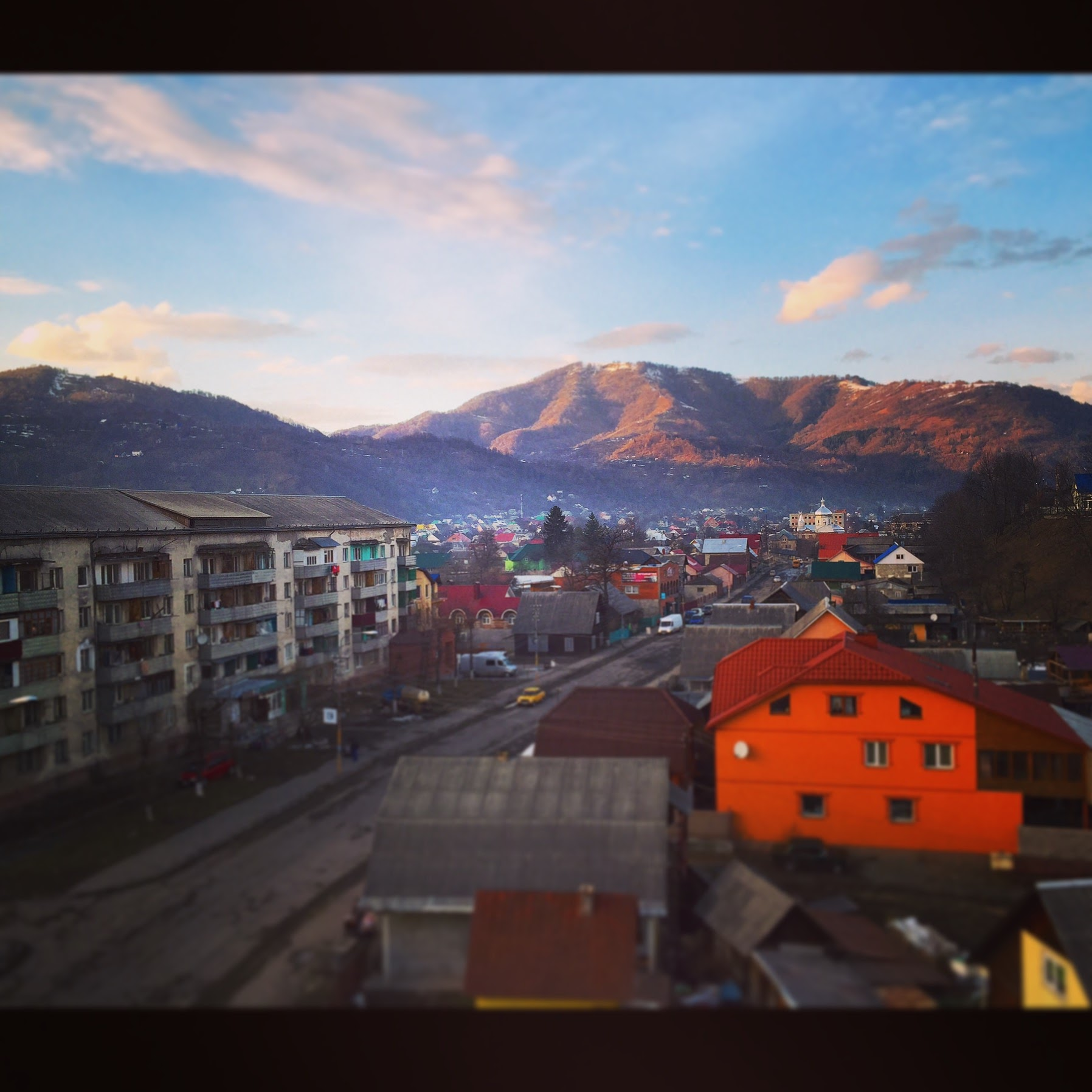
Вид на Дубове. Західна сторона
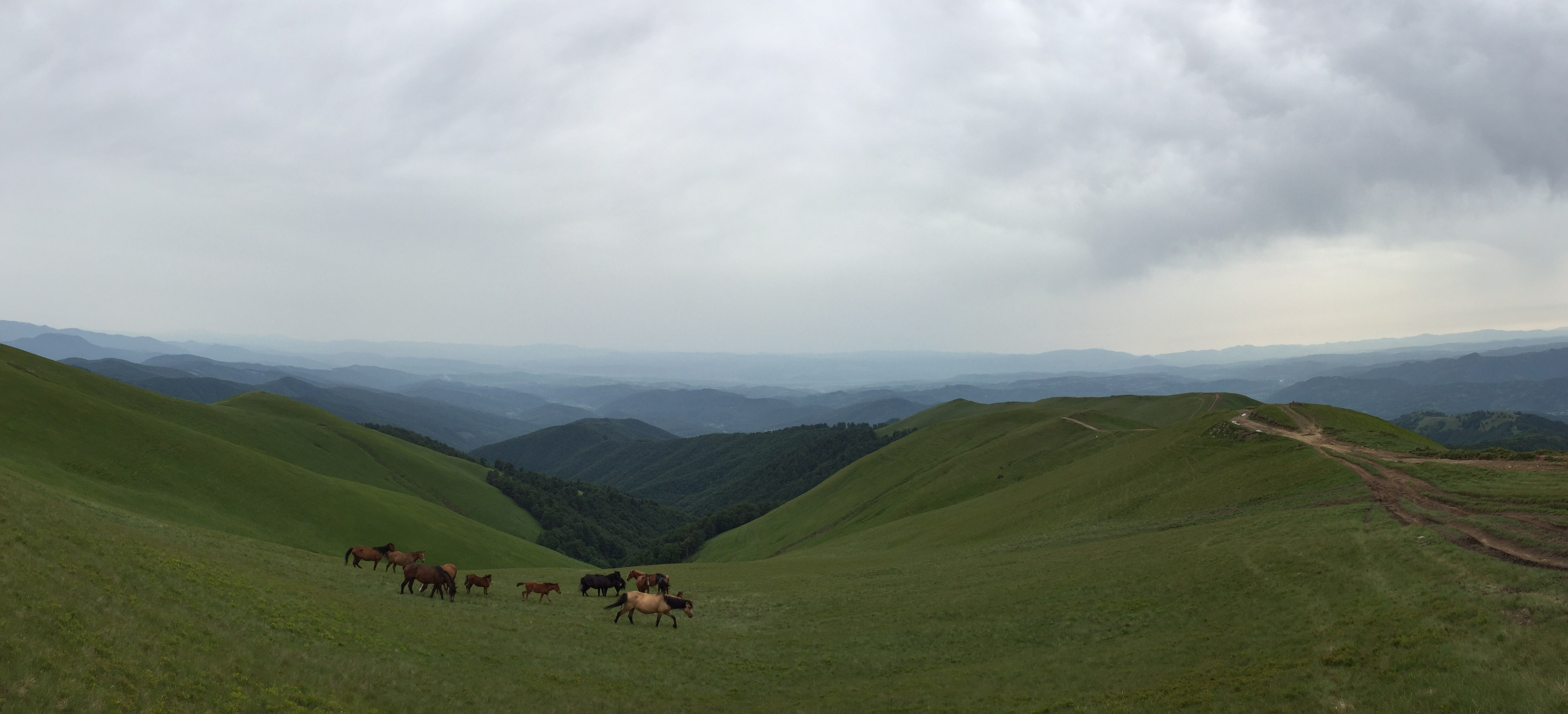
Полонина Апецька (панорама)
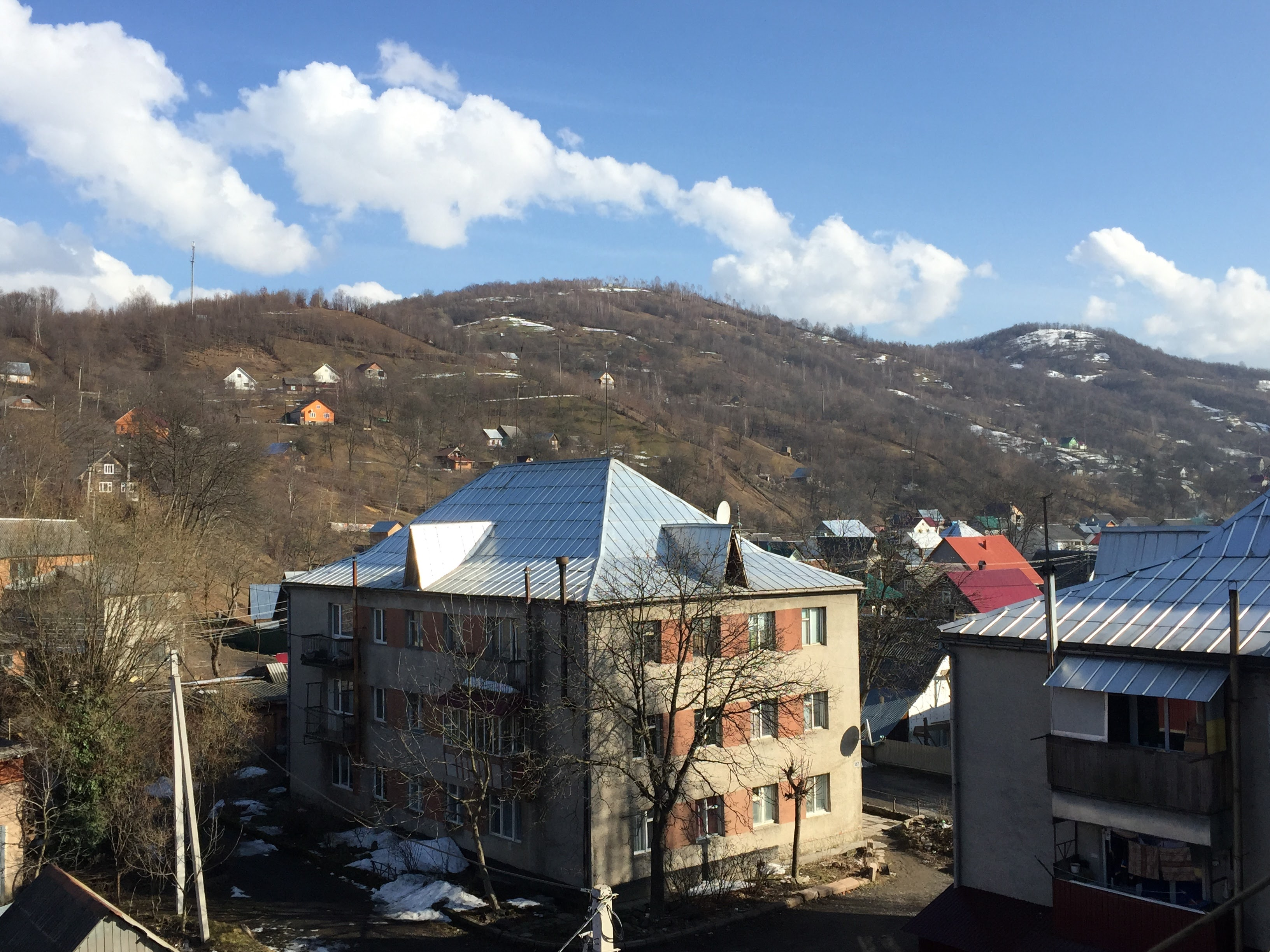
Вид на село Дубове